# Histoire de la Norvège
Vous lisez un « bon article » labellisé en 2018.
Pour un article plus général, voir Histoire de la Scandinavie.

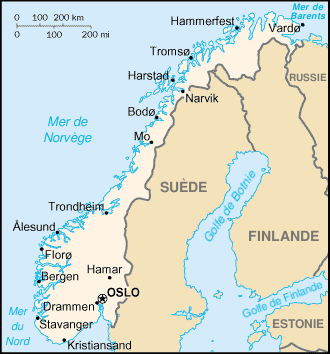
Norvège en 2024

L'histoire de la Norvège est largement liée à celle du reste de la Scandinavie. Cependant, sa situation à l'ouest de cette péninsule lui confère un très large accès à l'océan Atlantique à travers la mer du Nord et la mer de Norvège dont les eaux sont réchauffées par la Dérive nord atlantique du Gulf Stream. Cet accès atlantique marque l'originalité de son histoire par rapport à celle de ses voisins.
Peuplée par les Samis ou Lapons à partir du Xe millénaire av. J.-C. puis par des peuples germaniques, elle fait partie des territoires d'origine des Vikings. Apportant de nouvelles techniques et utilisant plus largement l'écrit (le latin puis les langues germaniques), ces derniers dominent culturellement les Samis. Les conflits ouverts sont cependant peu nombreux, et ces populations accèdent, dans la deuxième moitié du XXe siècle, à une pleine reconnaissance.
Concurremment avec les Danois, les Norvégiens lancent de nombreuses expéditions maritimes vers l'ouest. Ils exercent une influence voire un contrôle éphémère sur une partie des îles Britanniques, puis s'installent plus durablement aux Orcades, aux Shetland, en Islande et au Groenland. Le royaume de Norvège, constitué au IXe siècle, forme pendant plusieurs siècles trois unions personnelles successives, d'abord avec le Danemark et la Suède (l'union de Kalmar), puis le Danemark seul et enfin la Suède seule. Christianisé vers le Xe siècle, le pays adopte la Réforme luthérienne avant de connaître la déchristianisation et la sécularisation. Sur le plan politique, il passe d'une monarchie absolue à une monarchie constitutionnelle pratiquant l'alternance dans le cadre d'un bipartisme modéré puis d'un système privilégiant les coalitions.
Pleinement indépendante depuis 1905, la Norvège subit indirectement les effets de la Première Guerre mondiale puis, pendant la Seconde Guerre mondiale, est envahie puis occupée par le Troisième Reich pendant quatre ans. Après le second conflit mondial, à l'inverse de sa voisine suédoise, elle rejoint l'OTAN mais refuse à deux reprises l'entrée dans l'Union européenne. Depuis 1945, le pays connaît une prospérité qui l'a conduit à être l'un des pays européens les plus développés. Malgré les effets de la crise économique de 2008 et les attentats de 2011, elle combine une assez bonne prospérité et une société largement apaisée considérée comme un modèle.
En 2024, la Norvège, sur un territoire de 385 207 km2, abrite une population d'environ 5,5 millions de Norvégiennes et Norvégiens, parlant très majoritairement le norvégien comme langue maternelle. La population de la Norvège indépendante était de 2,3 millions en 1905, de 3 vers 1940 et de 4 vers 1980. La diaspora norvégienne (en) est ancienne et importante (près de 12 millions), avec près de 5 millions de Norvégo-Américains et de fortes minorités au Canada, au Royaume-Uni, en Suède, en Afrique du Sud, en Australie, au Danemark, entre autres.

## Préhistoire
La Scandinavie a été indirectement en contact avec Rome, mais il n'y a pas véritablement d'Antiquité dans l'historiographie de la péninsule,. Dans cette conception, qui diffère de la chronologie usuelle de l'Europe occidentale, l'âge du fer se poursuit jusqu'à la fin du VIIIe siècle après Jésus-Christ et est immédiatement suivi de l'Âge des Vikings, qui marque le début du Moyen Âge.

### Premiers peuplements
- Préhistoire de la Scandinavie

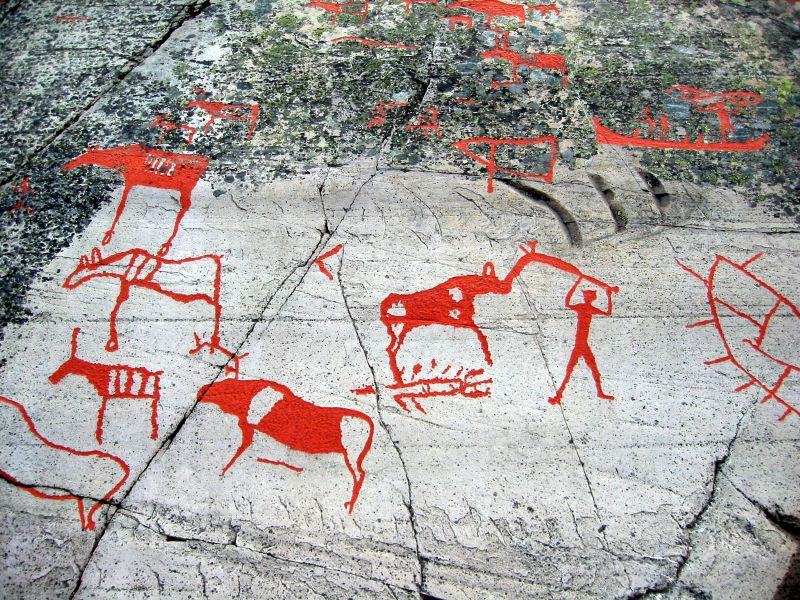
Pétroglyphes d'Alta.

- Âge de pierre en Scandinavie (en)
- Chasseurs-cueilleurs scandinaves (en)
- Culture de Hambourg
- Site d'art rupestre d'Alta (Finnmark)
- Culture de Kunda, culture Fosna-Hensbacka, culture Komsa,
- Culture Askola (de)
- Menhirs en Norvège (de)
- Gravures rupestres de Norvège, liste des gravures rupestres de Norvège
- Tumulus de Mølen
- Âge du bronze danois (ou nordique)

Le peuplement de la Scandinavie commence à la fin de la glaciation de Würm, vers 10000 av. J.-C., à la fin de la glaciation vistulienne, avec des populations de chasseurs-cueilleurs, également pêcheurs, qui peu à peu, vers 7000 av. J.-C. peuplent toute la péninsule, sauf les montagnes. La sédentarisation commence vers 4000 av. J.-C. mais elle ne concerne que certains groupes, en particulier ceux qui peuvent s'installer dans les fjords. Les Samis ou Lapons parlent des langues de la famille finno-ougrienne, dont le finnois fait également partie. Ils s'installent dans le Nord de la péninsule Scandinave où ils pratiquent des migrations saisonnières. C'est alors l'âge de la pierre qui dure, en Scandinavie, jusque vers 1800 av. J.-C. et laisse des outils sculptés de têtes d'animaux. Il laisse aussi les premiers pétroglyphes, les plus célèbres étant ceux de l'Altafjord (Finnmark), dont le site d'art rupestre d'Alta.
Les Indo-Européens, plus précisément les Germains, arrivent ensuite et apportent l'agriculture et l'élevage, en particulier celui du cheval.
L'âge du bronze, de 1800 à 450 av. J.-C. environ, produit des statuettes et des casques mais est plus connu par de nombreux pétroglyphes, surtout dans le Bohuslän, région de Suède à la frontière norvégienne. Connue sous le nom d'âge du bronze danois, cette période est marquée par le développement d'échanges commerciaux avec l'Europe du Sud grâce à la route de l'ambre : les premiers objets de métal sont importés en Scandinavie en échange d'ambre. À cette période, surtout au sud de Trondheim, les peuplements ont laissé des bijoux et des armes ornés, mais aussi, dans les sépultures, des vêtements et des sceaux.

### Âge du fer (-400..+800)
L'âge du fer s'étend de 400 av. J.-C. environ à 800 ap. J.-C., avec le développement de forges à haute température pour le fer. Cet âge se divise en quatre phases, d'après l'influence artistique et technique dominante,. À la fin de l'âge du bronze, le climat se refroidit, conduisant à une raréfaction de l'agriculture et de l'élevage, surtout au nord. Toutefois, la côte norvégienne est moins durement touchée, les apports de la pêche ne diminuant pas. La première phase, dite « celtique », dure jusqu'au Ier siècle ap. J.-C.. Elle est marquée par la présence des Celtes en Europe centrale, ce qui désorganise les routes commerciales et interrompt presque la route de l'ambre. La double pression du refroidissement et de l'absence de commerce pousse les Samis à migrer vers le sud, ce qui entraîne des conflits avec les Finnois et les Scandinaves. Le Sud de la Norvège est alors un des lieux où résident les populations à l'origine des Burgondes et des Lombards.

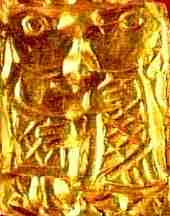
Amulette de l'âge du fer, trouvée à Kongsvik, Norvège, en 1747.

La phase « romaine », commençant vers le Ier siècle ap. J.-C., dure jusque vers 400. Elle est marquée par l'influence indirecte de la Rome antique, dont les produits pénètrent en Scandinavie,. La région autour d'Oslo est alors occupée par les Gautars, futurs Goths. Les Scandinaves vendent aux Romains et aux autres peuples du Sud de l'ambre, des fourrures et du cuir, leur achetant des objets en métal et en verre, mais aussi des esclaves. À partir du IIIe siècle, la répartition géographique des populations se précise, et c'est à cette époque là que l'on commence à parler de « Norvégiens » pour désigner les Gautars qui vivent à l'ouest.
Sous l'influence des échanges avec le monde romain, le processus de stratification sociale se renforce particulièrement à partir du IIe siècle. Les chefs qui émergent de cette reconfiguration concentrent les pouvoirs politico-militaires, les prérogatives culturelles et le profit commercial. Sur la côte Norvégienne, des bâtiments rappelant la forme d'un bateau apparaissent à partir du IVe siècle sur des sites qui concentrent ces différents pouvoirs comme à Karmøy. Le renouvellement des outils permet de renforcer le développement de l'agriculture qui voit, au IIIe siècle, une importante extension de ses surfaces cultivées, gagnant du terrain sur les espaces boisés, en particulier dans le sud-est de la Norvège autour d'Oslo.
La phase dite « germanique ancienne » dure de 400 à 600 environ. Cette période est connue par des sources souvent d'origine orale mises par écrit ultérieurement, notamment dans les sagas comme la Saga des Ynglingar et celle de Beowulf,. Derrière ces récits, l'histoire réelle est difficile à décrypter mais cette période est marquée par de nombreux conflits entre de petits groupes de population, notamment dans le Sud de la Scandinavie. 
Les souverains dont font part les sagas relèvent généralement de l'ordre du légendaire pour cette période. Ces textes, produit plusieurs siècles plus tard, s'inscrivent dans une reconstruction historique. En Norvège, Snorri Sturluson évoque dans son Heimskringla la figure d'Ivar Vidfamne de la dynastie des Skjöldungs qui aurait étendu son emprise sur une partie de la Norvège, du Danemark, de la Saxe et de l'Angleterre. Ce récit parait peu probable. Harald Hildetand lui succède autour de l'an 700 et est associé à la bataille de Brávellir. L'historicité de ces récits est fortement mise en doute et semble plutôt correspondre à une reconstruction des origines dynastiques et de leur généalogie, mêlant légendes et histoire.
Enfin, à l'époque dite « germanique récente » (600-800) ou période « mérovingienne »,,, la situation se stabilise quelque peu avec un arrêt des grandes migrations mais la situation interne de la période précédente perdure. La Norvège reste alors très fragmentée même si ses différents peuples pratiquent intensément le commerce. Les épées d'origine franque y font leur apparition.
L'archéologie révèle des sites de grande importance en Norvège : dans le fjord d'Oslo qui joue un rôle central, ainsi que les régions du Møre, de Trøndelag et les îles Lofoten et Vesterålen.
- Culture de Jastorf
- Tunanlegg (de)

## Âge des Vikings (793-1066)
L'Âge des Vikings correspond, dans l'historiographie anglo-saxonne et scandinave, à la période pendant laquelle les Scandinaves lancent leurs expéditions, commerciales, militaires et de colonisation, à travers les Îles Britanniques, l'Europe continentale et les terres de l'océan Atlantique. Traditionnellement, cette période s’ouvre par le pillage, en 793, du monastère de Lindisfarne en Angleterre par des pirates nordiques. Elle se clôt en 1066 avec la défaite du roi de Norvège Harald Hardrada (Harald III) lors de la bataille de Stamford Bridge en Angleterre.

### Expéditions norvégiennes

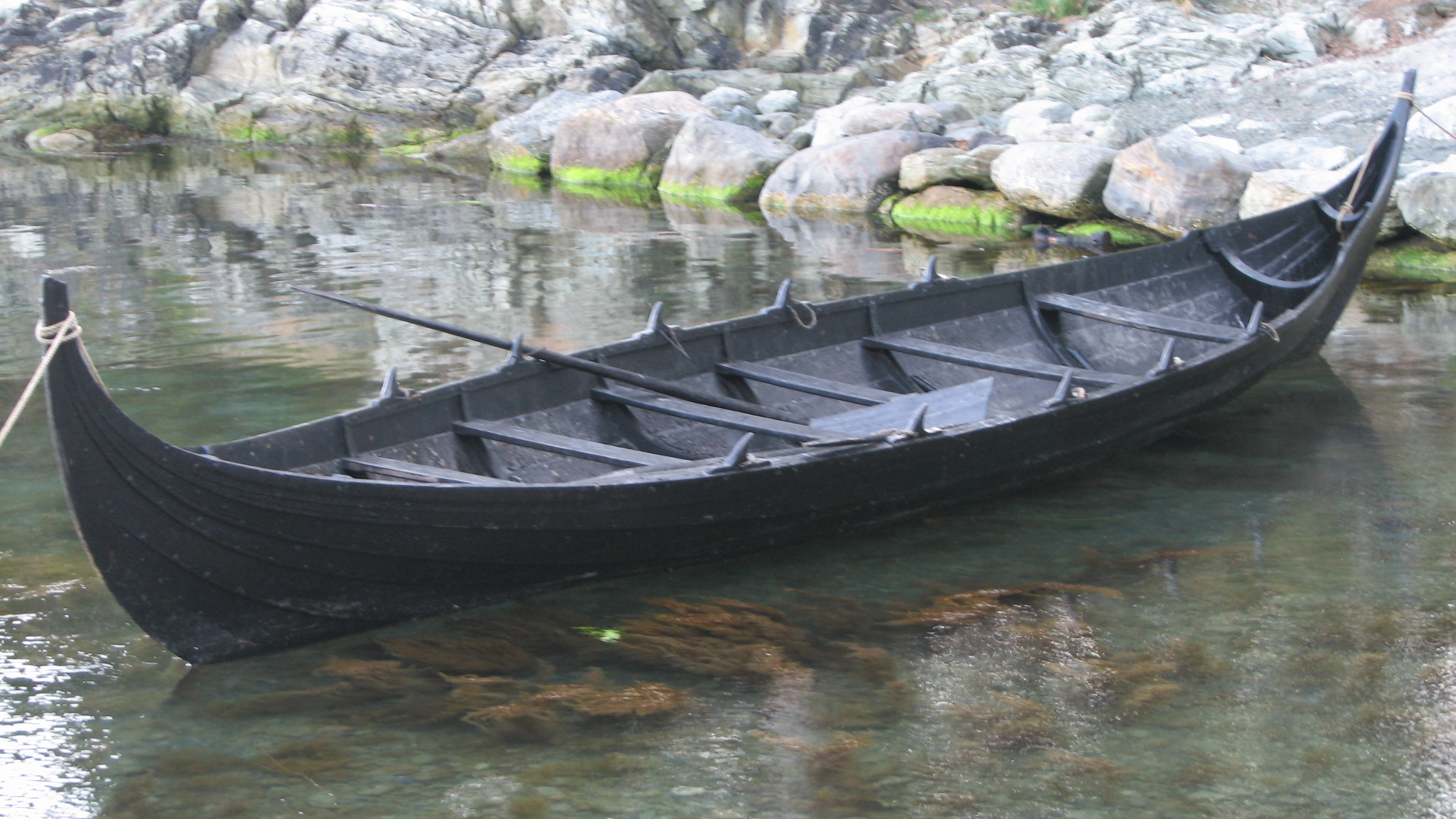
Reconstitution d'un petit bateau viking.

Le bateau viking est un élément essentiel de la puissance viking : il sert d'abord à l'exploration et au commerce mais il peut permettre des incursions violentes dans différents territoires. Dès le IVe siècle, des bateaux plus longs sont construits, dont la forme s'affine, tandis que vers 700 les accessoires comme le gouvernail se développent. Lorsque les Vikings trouvent des territoires qu'ils pensent pouvoir les accueillir, ils s'installent, pouvant ensuite s'assimiler, mais pas systématiquement, aux populations autochtones.
Parmi les routes maritimes employées par les Norvégiens, l'une des routes du nord suivait les côtes de la Norvège sous forme de cabotage et pouvait aller, au-delà du cap Nord, jusqu'à la mer Blanche. Vers l'ouest, des routes permettaient de rejoindre les îles Britanniques mais aussi l'Europe du Sud et, au-delà, la mer Méditerranée. C'est également en partant vers l'ouest que les Norvégiens découvrent les îles Féroé (vers 800), l'Islande (en 874), le Groenland et enfin, sans doute, l'Amérique du Nord (camp de L'Anse aux Meadows).
Les Îles Britanniques attirent aussi bien les Danois que les Norvégiens et les sources ne permettent pas toujours de distinguer les auteurs des attaques et des implantations. Ce sont surtout les Danois qui interviennent en Angleterre. En revanche, l'Écosse est la cible des Norvégiens. Les Orcades sont colonisées par les Norvégiens au cours du IXe siècle et soumises par la famille de Møre, d'où sont issus les comtes des Orcades. De même, les Shetland passent rapidement sous domination norvégienne. Inversement, dans les Hébrides, la présence nordique est moins forte et les Norvégiens sont assimilés par les populations locales.
L'Irlande est attaquée également par les Norvégiens, connus localement sous le nom de Finn-gall (« pâles étrangers »), les Danois arrivant plus tardivement sur ces côtes. Aux raids succède l'installation de groupes vikings. En particulier, les frères Amlaíb Conung, Auisle et Ivarr fondent près de Dublin un petit royaume qui subsiste jusqu'en 1052. Les Norvégiens qui s'installent font rapidement alliance avec les populations locales, formant un peuple connu sous le nom de Gall Gàidheal. Ivarr est qualifié de « Rex Nordmannorum totius Hiberniæ et Britanniæ » (« roi des Normands de toute l'Irlande et la Bretagne » en latin).
Le pays de Galles constitue moins une terre d'installation pour les Vikings. Cependant, au cours du XIe siècle, le royaume de Gwynedd s'allie aux Norvégiens de Dublin et de l'île de Man.
L'origine exacte de Rollon, fondateur du duché de Normandie est discutée, l'une des hypothèses avancées étant une origine norvégienne, mais ses troupes se composaient pour la plupart de Danois.
Erik le Rouge (vers 950-1003), né en Islande, fonde vers 985 les colonies norvégiennes du Groenland. Son fils Leif Erikson, dit « le Chanceux », lance une expédition plus à l'ouest et s'installe dans le Vinland, correspondant sans doute au futur Canada, mais sans que cela donne lieu à une colonie durable : colonies vikings en Amérique.

### Desfylkerà la Norvège unie

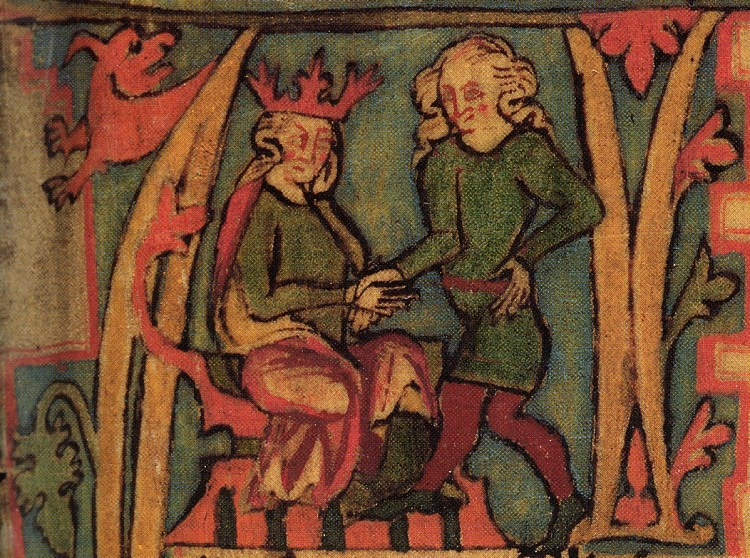
Halfdan (à droite) transmet la couronne à son fils Harald à la Belle Chevelure. Miniature du XIVe siècle issue du Flateyjarbók, conservé au Árni Magnússon Institute en Islande.

L'histoire de la Norvège à l'époque viking et jusqu'à son unification reste mal connue, la plupart des sources étant les sagas fortement marquées de légende. Le territoire, à l'exception du Nord occupé par les Samis, est alors divisé en 29 petits royaumes. Ces « royaumes », aussi appelés fylke, correspondent à une zone géographique, souvent autour d'un fjord. Chaque fylke disposait d'un thing, assemblée réunissant les représentants des villages ou des provinces. Cette administration locale est assurée jusqu'au XIIe siècle en priorité par des propriétaires fonciers appelés lendir menn nommés par le roi. Cette charge devient au fil du temps héréditaire. Ils possèdent des responsabilités politiques, administratives, judiciaires et militaires et contribuent directement au leidang. Les différentes circonscriptions du pays doivent être en mesure de répondre à la levée navale et repose avant tout sur les propriétaires fonciers.
D'après les fouilles archéologiques modernes, on sait que de nombreux sites sont actifs et possèdent leur propre pouvoir politique depuis le IIIe siècle. À partir du VIIIe siècle, on remarque que plusieurs de ces sites sont abandonnés au profit des régions du Vestfold et de l'Ostfold qui gagnent en activité. Un processus de concentration de pouvoir s'observe.
Toutefois, les différents fylker se regroupent en quatre rassemblements régionaux pour certaines activités notamment militaires : l'un autour de Trondheim, pour les plus nordiques, l'un pour la côte du Sud-Ouest, l'un pour l'Oslofjord et le dernier pour la partie habitée de la Norvège centrale.
La dynastie des Ynglingar, originaire de Suède et contrôlant le Vestfold, est à l'origine de l'unification du pays. Halfdan le Noir soumet ainsi l'ensemble du Sud-Est et s'installe également sur la côte sud-ouest du pays. Son fils, Harald à la Belle Chevelure, conclut une alliance avec le Hålogaland et impose son autorité sur le Trøndelag qui continue toutefois à bénéficier d'une large autonomie. À l'occasion de la bataille de Hafrsfjord, traditionnellement datée de 872, il impose son autorité au Rogaland et au Hordaland. Il unifie ainsi la Norvège à la fin des années 870 et établit les premiers impôts royaux. Il est ainsi considéré comme le premier roi de Norvège.
L'archéologie confirme l'importance de la partie occidentale de la Norvège au temps de Harald, mais le doute se pose quand à l'unification puisque plusieurs des régions unifiées selon la légende sont pour certaines abandonnées avant le règne d'Harald. Il s'inscrirait alors dans un processus de concentration de l'autorité amorcé avant lui et peut-être par des membres de sa dynastie.
Toutefois, la tradition est encore celle de la royauté collégiale, qui conduit à partager l'autorité entre les différents enfants du souverain. C'est ainsi que, de son vivant, Harald Ier partage son pouvoir entre plusieurs de ses enfants. À sa mort, une crise de succession éclate entre ses différents fils et Éric Ier, dit « hache sanglante » devient roi de Norvège après avoir tué presque tous ses frères. Il ne gouverne en réalité que le Vestlandet. Son frère, Håkon Ier échappe au fratricide car il est en fosterage au sein de la cour d'Æthelstan. En 948, il revient en Norvège avec le soutien militaire du roi anglo-saxon. Les conflits internes qui l'oppose aux fils d'Eric Ier fragilisent son pouvoir et permet à Harald Ier de s'immiscer dans les affaires norvégiennes et prendre le contrôle de la région du fjord d'Oslo. La Norvège est alors écartelée entre les différentes prétentions danoises et les conflits internes.

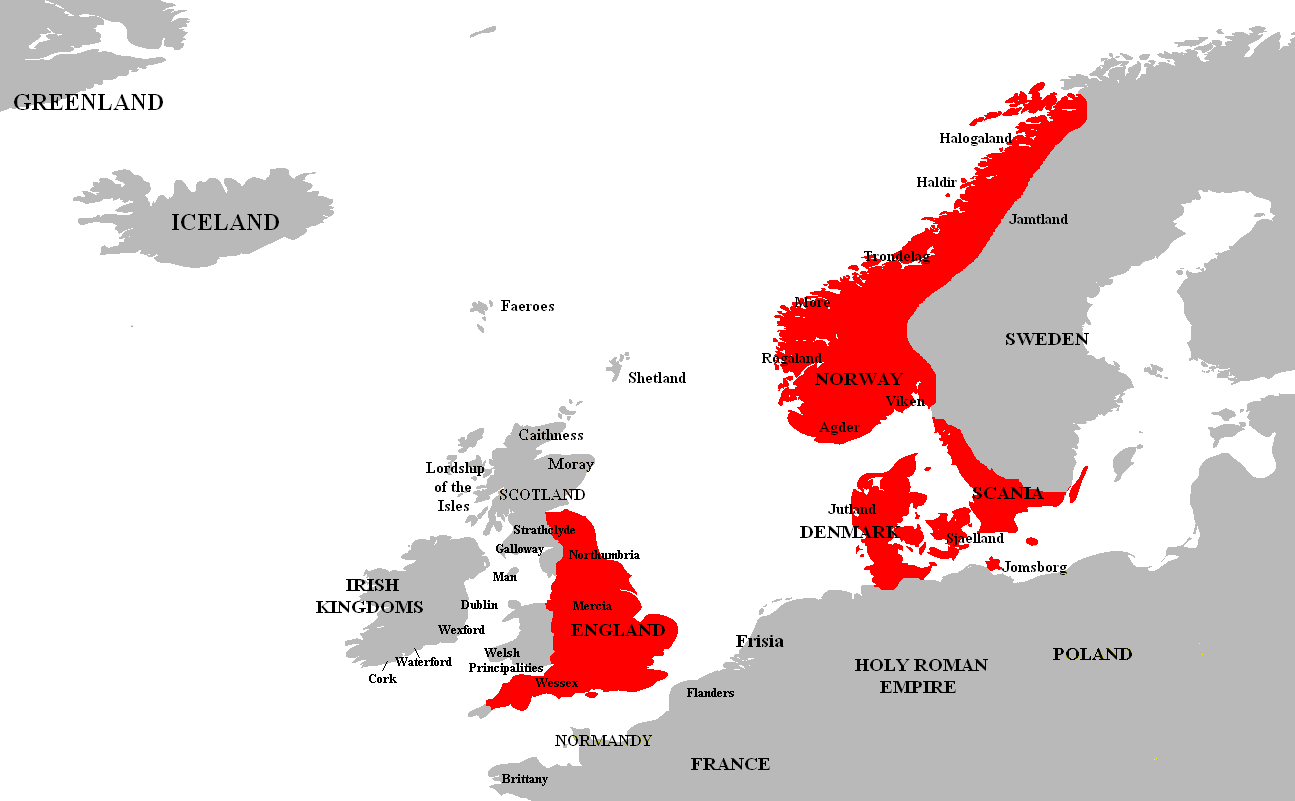
Les différents territoires reconnaissant le roi Knut le Grand au plus fort de son pouvoir.

La période suivante est marquée par des échanges politiques constants entre la Scandinavie et les Îles Britanniques, qui sont partiellement sous influence viking, ce qui donne lieu à des tentatives de rapprochement ou de contrôle conjoint de ces territoires. Les jarls de Lade, qui contrôlent la côte nord de la Norvège, jouent un rôle important, tantôt en soutenant la dynastie des Ynglingar, tantôt en se rangeant aux côtés des prétendants extérieurs qui en font volontiers leurs « gouverneurs » en Norvège, quand les jarls ne se prétendent pas eux-mêmes souverains. C'est ainsi qu'après Harald II, fils d'Éric Ier et successeur d'Håkon Ier, la réalité du pouvoir passe au jarl de Lade Håkon Sigurdsson avec le titre de « gouverneur » attribué par le roi du Danemark qui prétend contrôler aussi la Norvège. Mais une révolte de la noblesse conduit au rétablissement des Ynglingar en la personne d'Olaf Ier, considéré comme le deuxième unificateur de la Norvège. En effet, ce dernier a conclu un traité de paix avec Æthelred le Malavisé et revient d'Angleterre avec son soutien militaire pour l'aider à restaurer l'indépendance du royaume Norvégien. Toutefois, le 9 septembre 1000, à la bataille de Svolder, il est vaincu et tué par une coalition de Danois, de Suédois et de Wendes ainsi que du jarl de Lade. Sven Ier de Danemark se proclame roi de Norvège, tout en délégant le pouvoir en Norvège au jarl de Lade Éric Håkonsson en tant que gouverneur, ce qui marque le début d'une période où les jarls de Lade règnent de facto sur la Norvège. En 1016, la dynastie est rétablie une troisième fois par Olaf II dit le Saint qui soumet le Groenland mais qui est battu et tué le 29 juillet 1030 à la bataille de Stiklestad près de Nidaros par Knut le Grand, qui devient ainsi roi de Norvège, de Danemark et d'Angleterre.
Les années 1030 à 1066 sont marquées par de nouvelles tentatives d'unir Norvège, Danemark et/ou Angleterre. Après la mort de Knut, la tutelle danoise se dissout et Magnus Ier accède au trône de Norvège. Il consolide son autorité sur le statut de saint naissant de son père Olaf, puis en 1042, il devient roi des Danois. En 1045, au retour d'Harald Hardrada, un co-règne se met en place pour deux ans. À la mort de Magnus, Harald cherche à étendre l'influence de la Norvège vers l'ouest, les Orcades et l'Islande. Il envisage alors de reconquérir l'Angleterre en 1066, il est défait par Harold, ce qui met fin aux tentatives d'union anglo-scandinave.

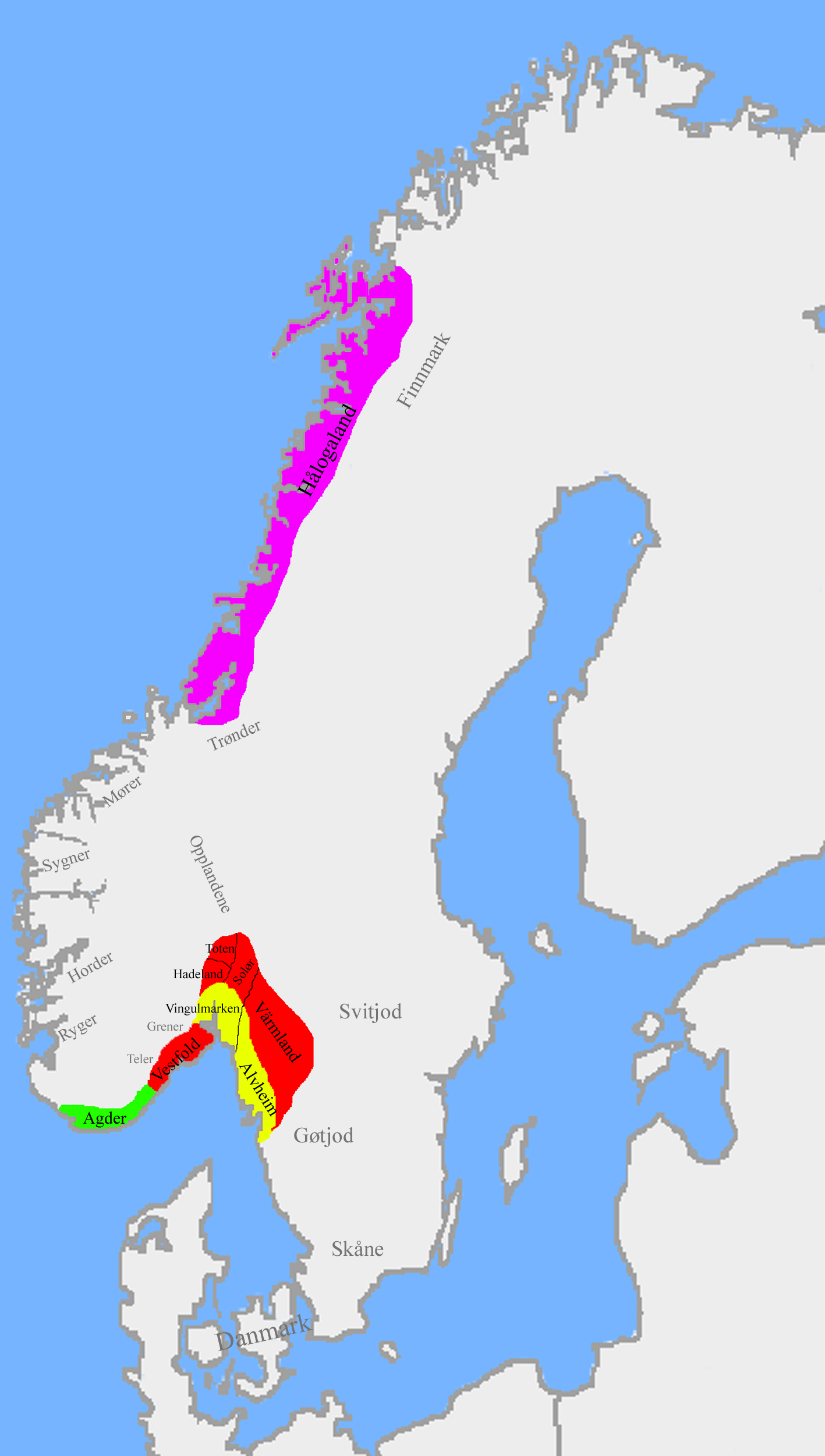
La Norvège vers 810-820 à la mort de Gudrød Veidekonges. Rouge : royaume du Vestfold sous Olaf Haraldsson Geirstadalf. / Jaune : royaume d'Alvheim sous Gandalv Geiralvsson. / Vert : royaume d'Agder sous Åsa Haraldsdatter. / Violet : royaume du Hålogaland et royaume de Namdalen.
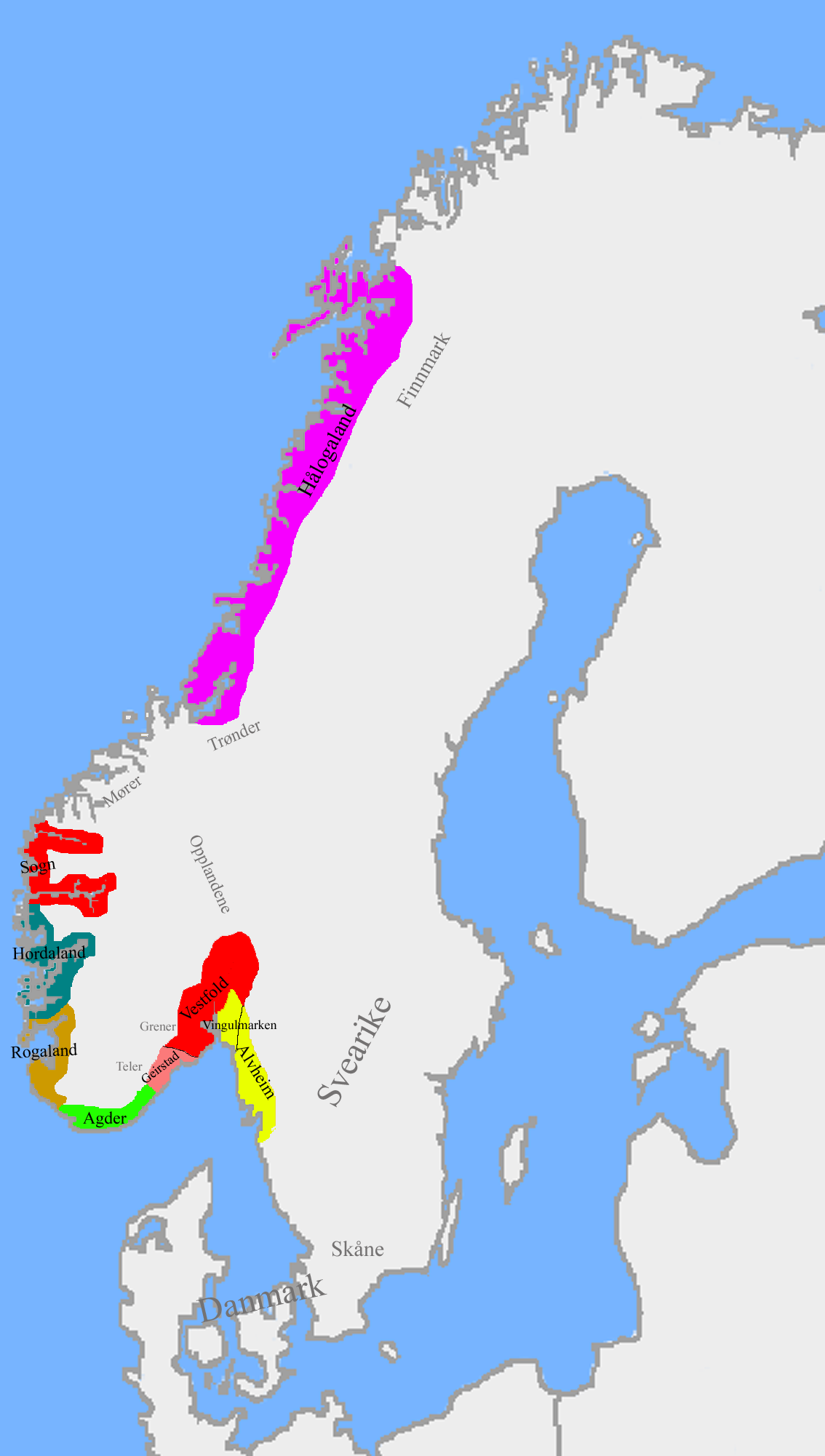
Norvège vers 860 après la mort de Halvdan Svarte. / Rouge : royaume sous Harald à la Belle Chevelure.
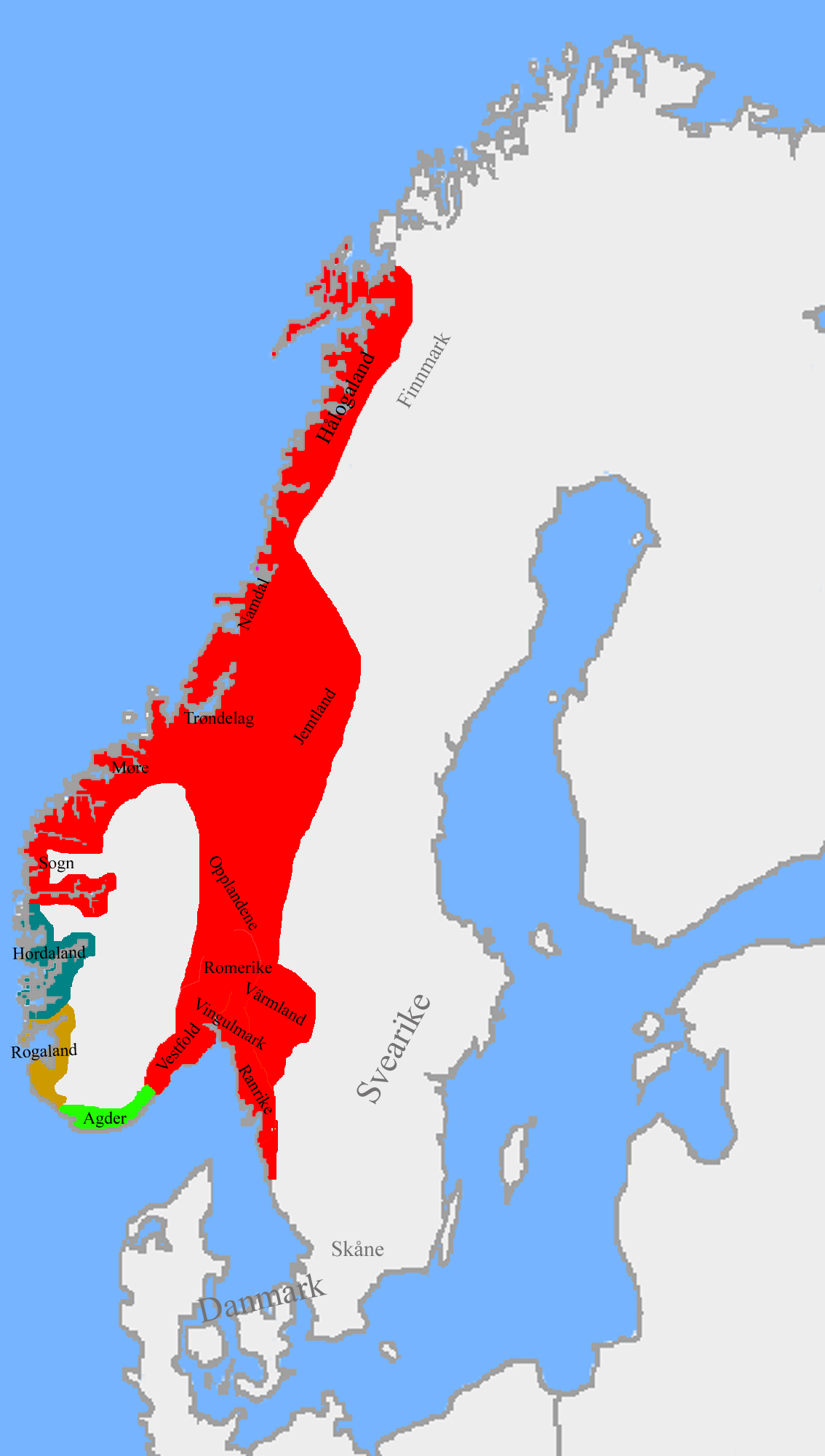
Norvège vers 872, avant la bataille de Hafrsfjord.
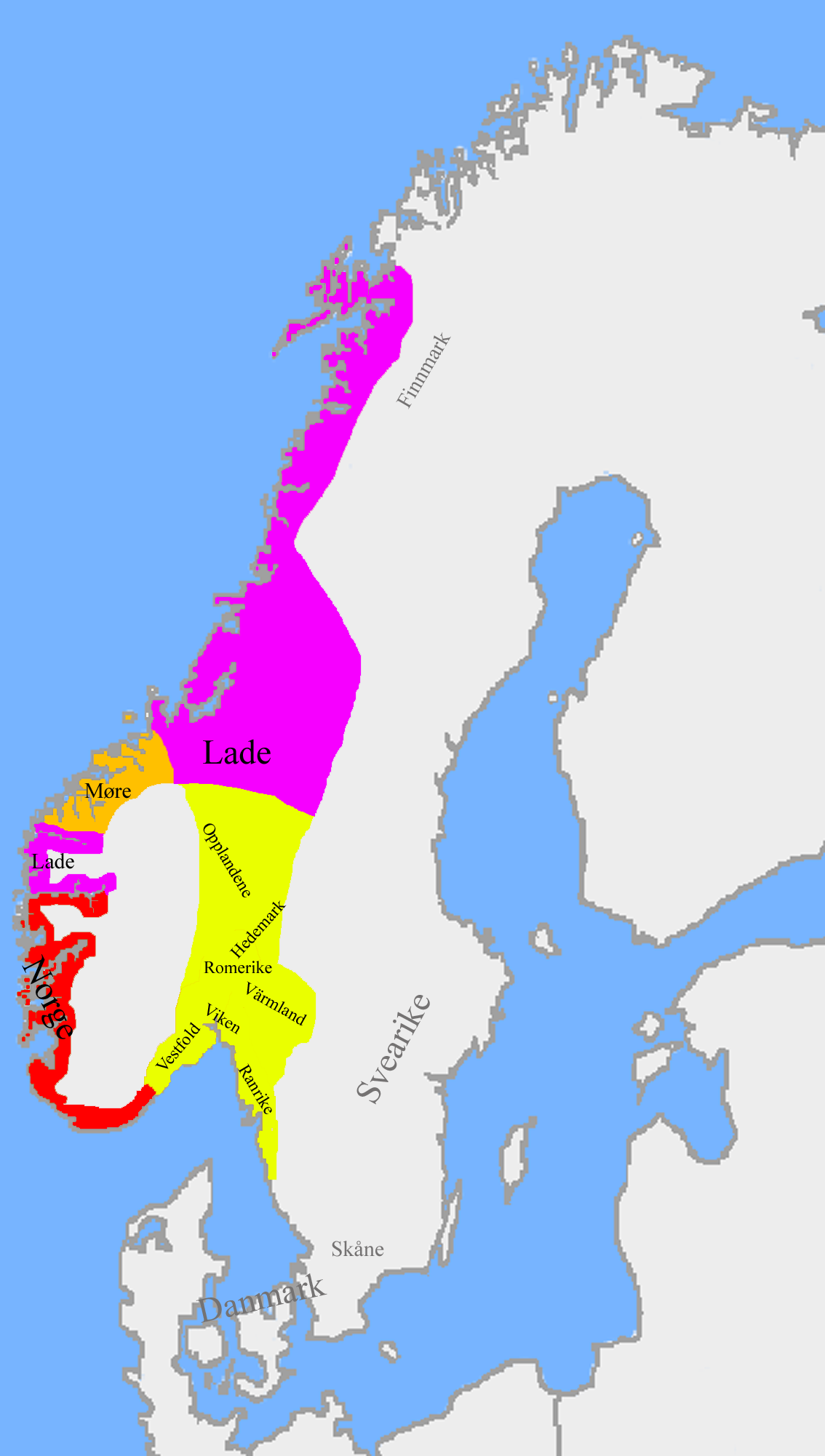
Partage du royaume à la mort de Harald à la Belle Chevelure vers 920. / Jaune : petit royaume de moindre importance. / Violet : domaine des jarls de Lade. / Orange : domaine des jarls Møre.
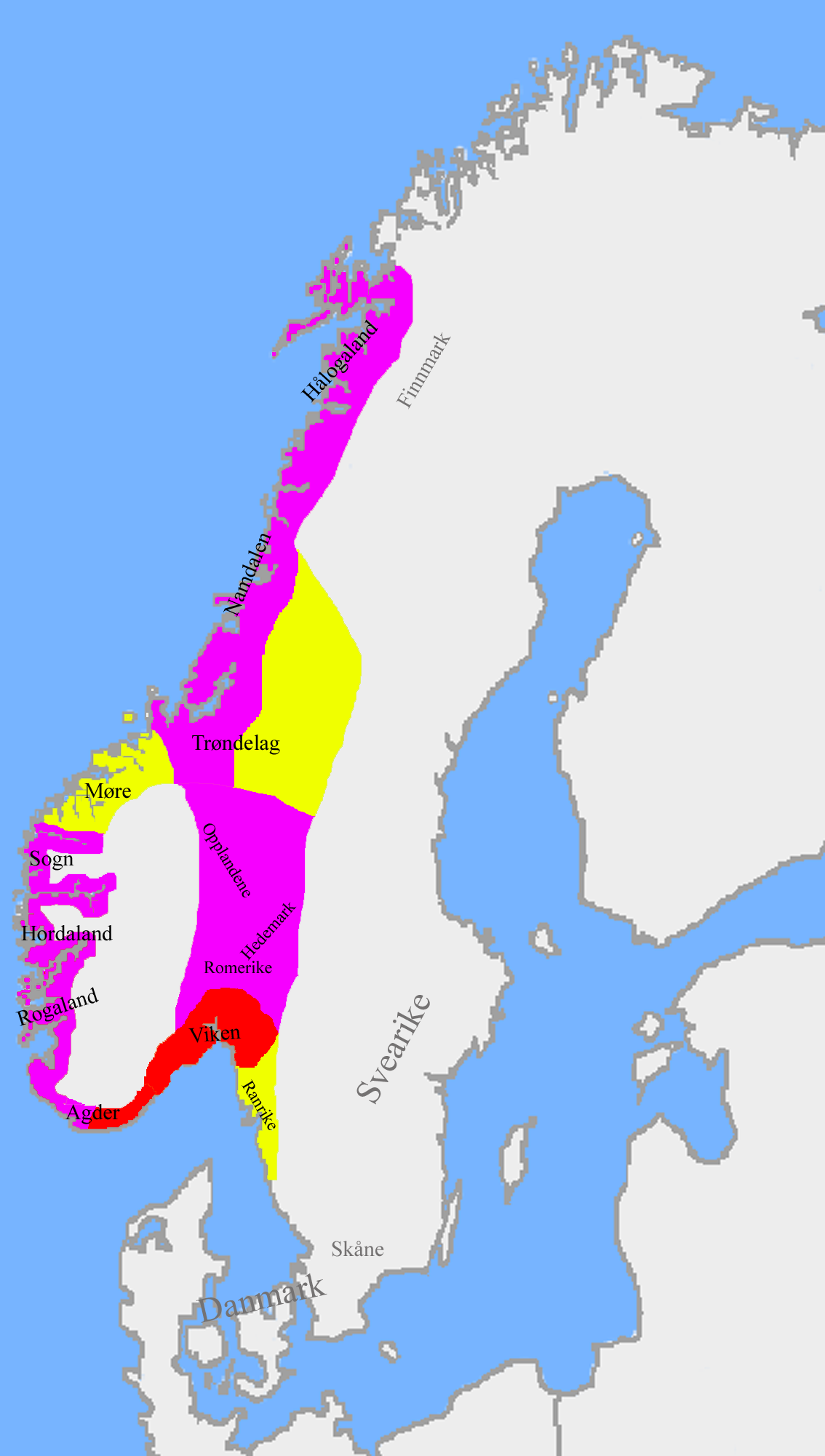
Division du royaume après la bataille de Svolder (en 1000). / Rouge : Sven Tjugeskjegg, roi de Danemark. / Jaune : Olof Skötkonung, roi de Suède, avec le jarl Svein Håkonsson comme régent. / Violet : Jarl Éric Håkonsson.
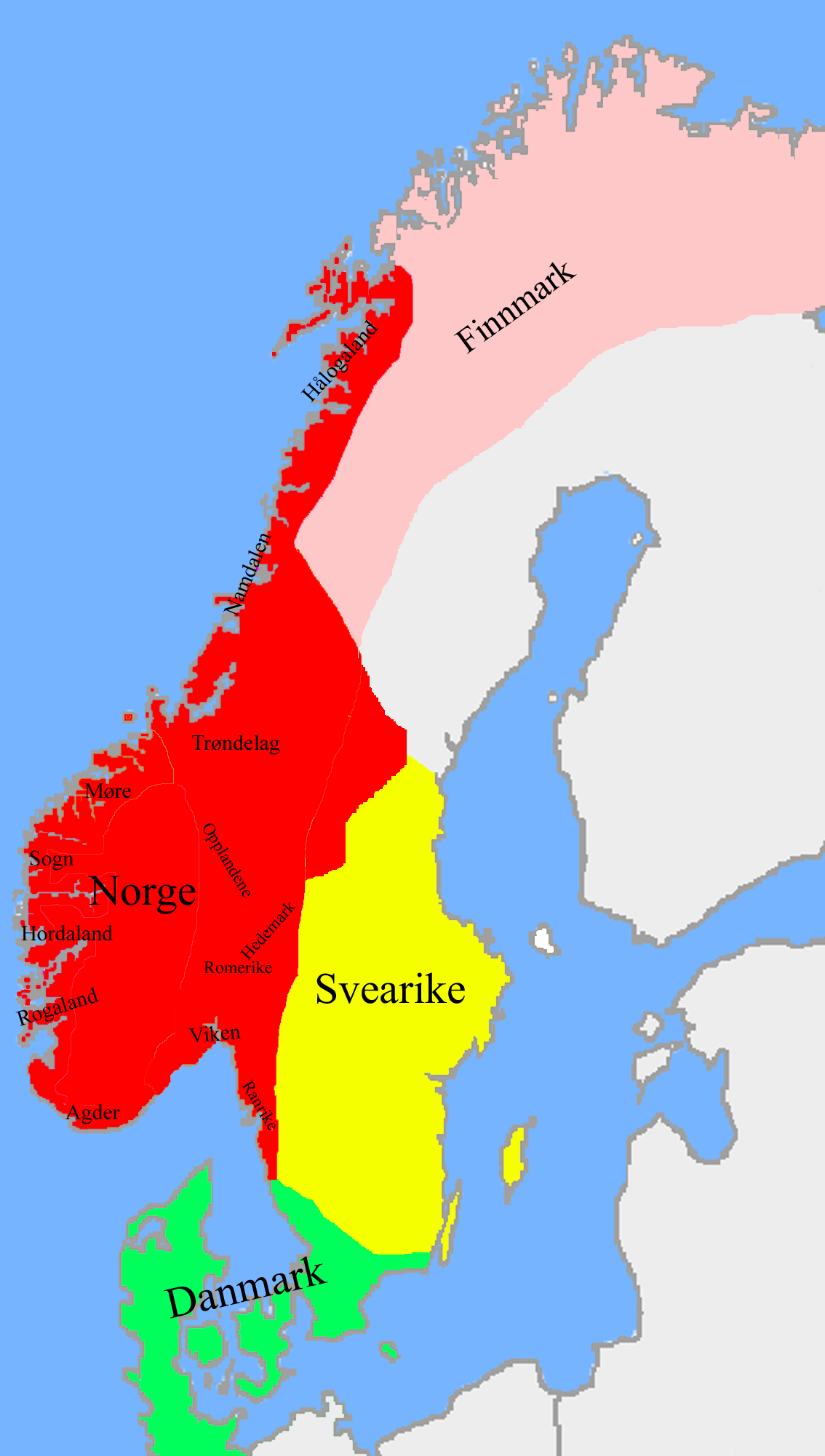
Royaume d'Olaf le Saint (1015-1028). Le Finnmark, les « marches finnoises », était tributaire du royaume de Norvège.

### Christianisation

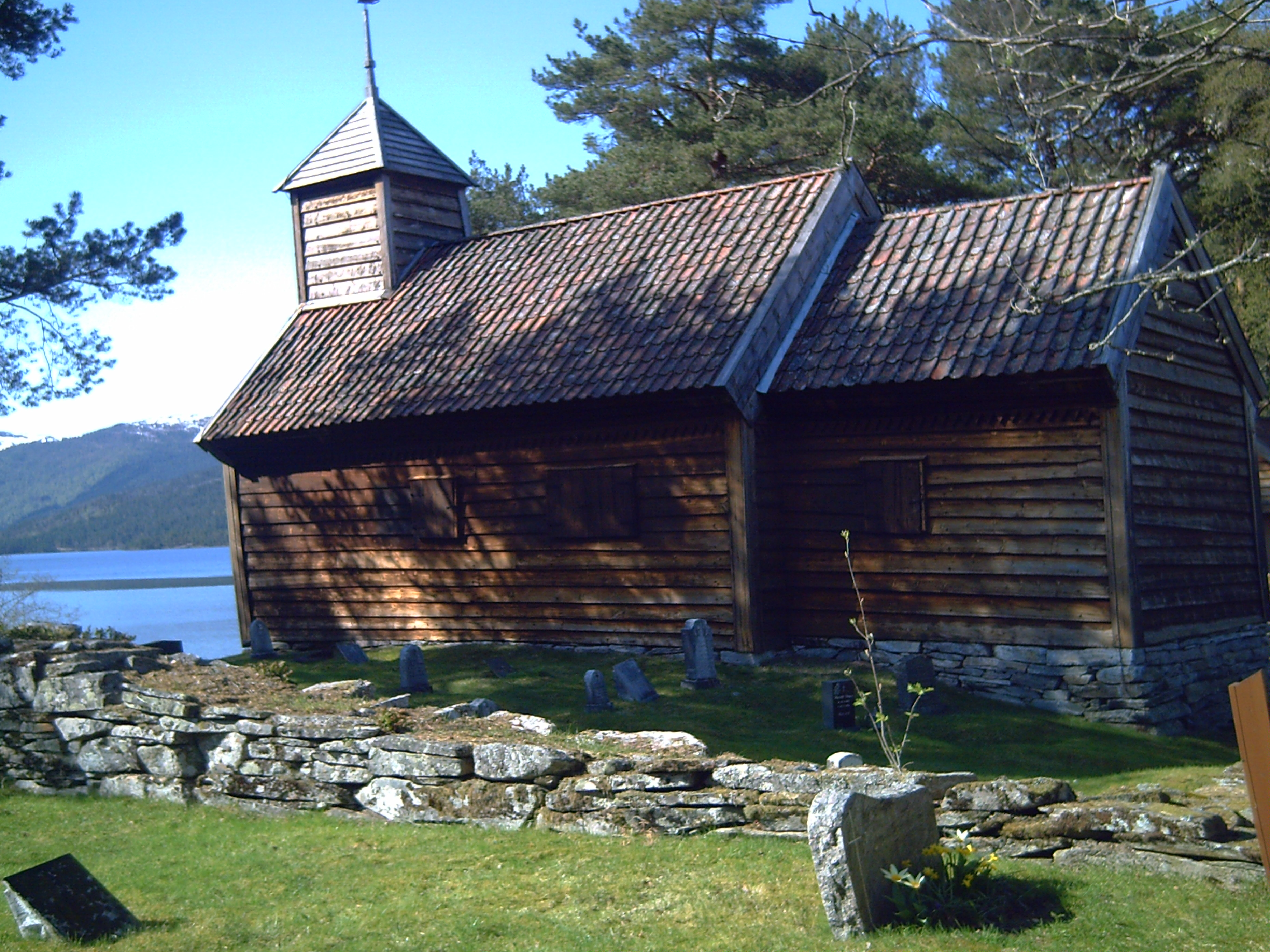
Chapelle de Hestad (Sogn og Fjordane), avec son architecture traditionnelle en bois.

Si les Vikings ont été très vite en contact avec des populations chrétiennes, ils commencent surtout à s'intéresser à cette nouvelle religion au IXe siècle. En Norvège, ce sont principalement des missionnaires anglo-saxons qui interviennent. Né en Angleterre, Haakon le Bon engage une politique plus systématique de conversion dans les années 950 en s'appuyant sur des missionnaires anglais. Cette politique porte surtout ses fruits sur la côte, l'intérieur des terres restant païen plus longtemps. L'adoption du christianisme semble s'être faite rapidement et sans grands heurts, l'Église s'employant à « christianiser » les lieux de cultes traditionnels.
Olaf Tryggvason renforce le poids du christianisme en Norvège vers l'an mille, tout en portant ses efforts sur le Nord du pays, désormais mieux intégré. C'est lui que l'historiographie retient d'ailleurs comme instaurateur du christianisme comme religion officielle. Vers 1015, Olaf II, baptisé à Rouen ou en Angleterre, s'empare de la Norvège, l'unifie et entend imposer le christianisme à tous ses sujets. Il s'appuie notamment sur les missionnaires allemands contre Knut le Grand. Enterré à Nidaros, il y bénéficie très vite d'une réputation de sainteté.
Les sièges épiscopaux ne se stabilisent que dans la deuxième moitié du XIe siècle : à Nidaros, à Oslo et sur l'île de Selja, ce dernier étant transféré à Bergen au XIIe siècle.

## Fin du Moyen Âge et union de Kalmar (1066-1536)

### Affirmation de la puissance royale

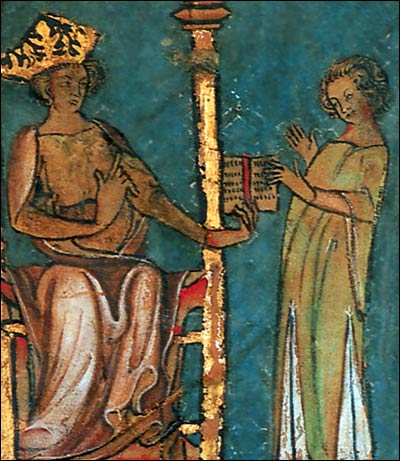
Magnus VI le Législateur.

Pendant le XIe siècle le modèle collégial de royauté subsiste, les frères du roi en titre pouvant se voir attribuer une autorité sur une partie du pays avec un système parfois complexe de co-rois. En outre, l'Église ne parvient que lentement à faire exclure de la succession les enfants qu'elle considère « illégitimes », au rebours de la tradition germanique du mariage more danico.
Le dernier souverain issu de la lignée d'Harald Ier est Sigurd Ier, qui règne de 1103 jusqu'à sa mort en 1130. À sa mort, plusieurs prétendants sont proclamés et, après s'être partagé le pays, s'affrontent directement, le pays étant en guerre jusqu'en 1157, date où Inge Ier est reconnu seul roi. Les désaccords et les rivalités reprennent à sa mort en 1161 et ce, jusqu'au sacre de Magnus V en 1163 ou 1164, qui est le premier roi de Norvège à connaître cette cérémonie. Ce sacre marque l'influence grandissante de l'Église comme soutien de la monarchie, influence qui conduit le pouvoir royal à adopter les règles de succession défendues par elle. C'est ainsi que Magnus V promulgue la première loi successorale du royaume, qui n'est toutefois pas respectée à sa mort.

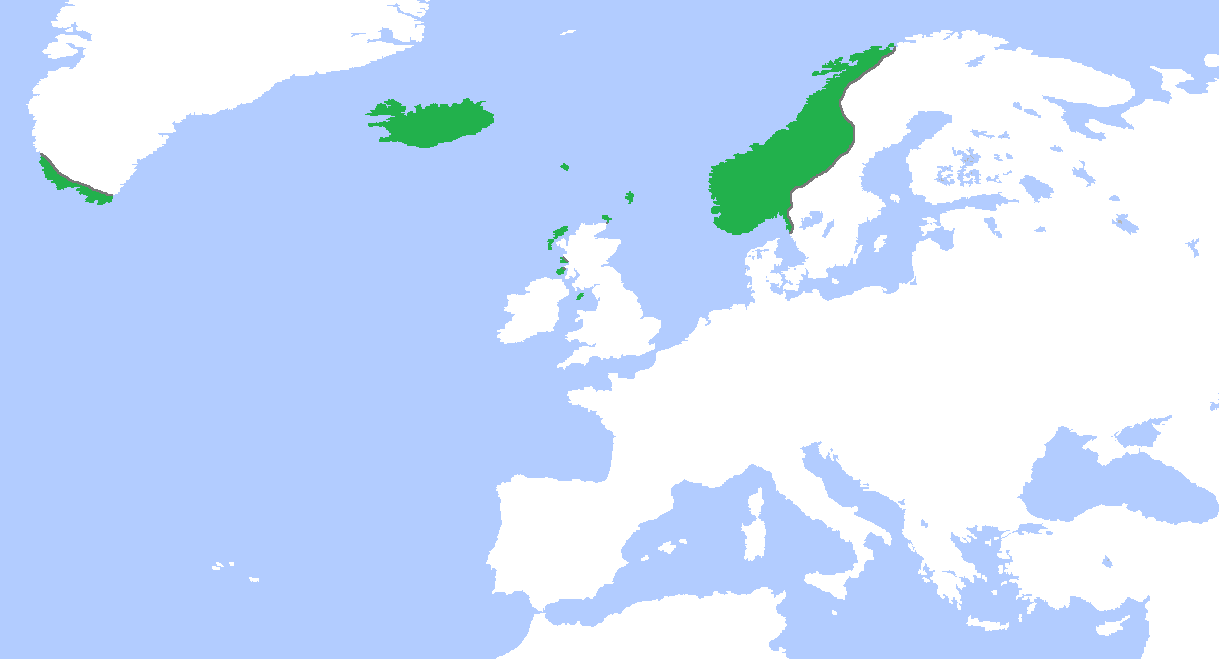
Les territoires sous domination norvégienne en 1265

En effet, les méthodes jugées autoritaires de ce roi suscitent des adversaires qui se regroupent sous le nom de Birkebeiner. Victorieux en 1184, ils imposent Sverre, qui règne jusqu'en 1202. Homme d'État réputé très habile, il établit une monarchie puissante et affaiblit le pouvoir du clergé et de la noblesse. Sous le règne de Haakon IV Haakonsson l'Ancien, de 1217 à 1263, la Norvège atteint l'apogée de sa puissance économique, politique et culturelle au Moyen Âge. C'est sous ce règne que le royaume, sortant de relations quasi exclusives avec le reste de la Scandinavie, la Russie et les Îles Britanniques, noue des relations plus suivies avec le reste de l'Europe. Håkon IV signe en 1252 un traité avec la république de Novgorod, fixant les zones d'influence respectives en Laponie. Quant à l'Islande, qui s'était constituée en État libre entretenant des liens assez lâches avec la Norvège, elle est finalement annexée au royaume en 1262 par la signature du Vieux Pacte. Le renforcement de l'autorité royale amorcé par Håkon IV est poursuivi par son fils, Magnus VI Lagabøte (le Législateur). C'est à lui que l'on doit la 2e loi successorale, qui sera cette fois respectée, mais aussi une législation nationale pour les questions de propriété, promulguée en 1275.
L'aristocratie terrienne est affaiblie par Håkon V (1270-1319), dernier aboutissement d'une politique déjà initiée par ses prédécesseurs mais qui a des conséquences durables. Les vieilles familles nobles déclinent ensuite graduellement et la Norvège devient surtout une nation de paysans, avec de nombreux petits propriétaires, contrairement à une grande partie de l'Europe occidentale, mais aussi au Danemark et à la Suède.

### Déclin économique, peste noire et unions politiques

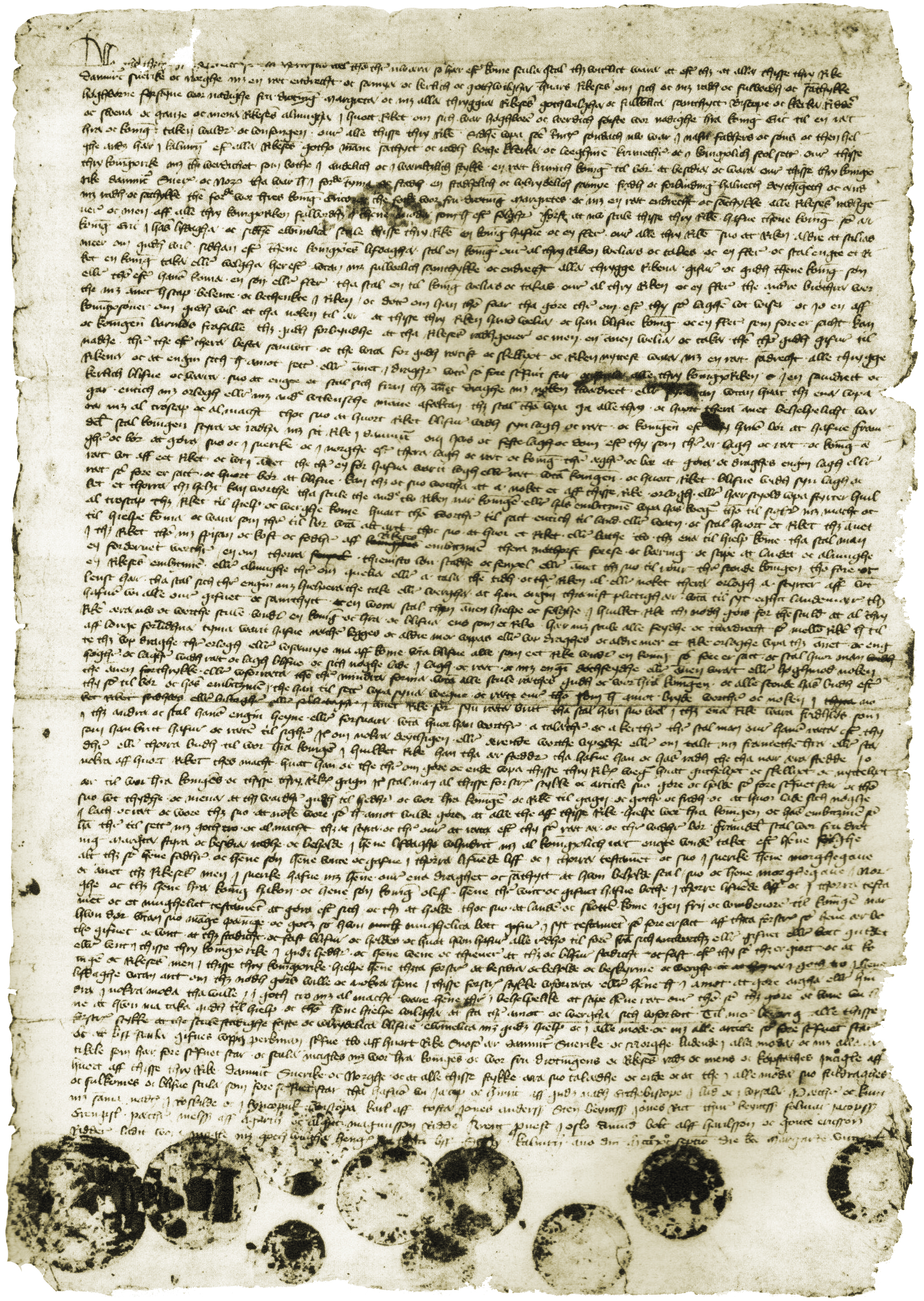
Lettre d'union du Danemark, de la Norvège et de la Suède (1397).

À la même époque, la Hanse, association de commerçants créée dans les villes allemandes, détourne à son profit le commerce en mer du Nord et en Baltique, contrôlant tout le commerce de la région. C'est aussi à cette époque qu'Oslo, ville hanséatique, devient un centre de pouvoir.
En 1319, à la mort d'Håkon V qui n'avait pas d'héritier mâle, le royaume est donné à Magnus IV de Suède (Magnus VII en Norvège), remplacé en 1343 par son fils Håkon VI. Puis ce fut le tour, en 1380, du fils de celui-ci, Oluf II Håkonsen, roi de Danemark, qui devient le roi Olav IV de Norvège. Mais le jeune roi n'exerce qu'un pouvoir de façade car le vrai pouvoir est détenu par sa mère, Marguerite Ire Valdemarsdotter. Il meurt d'ailleurs avant elle et celle-ci devient souveraine de la Norvège et du Danemark puis de la Suède en 1389. Afin d'obtenir le soutien des Allemands contre les ducs de Mecklembourg prétendants au trône de Suède, Marguerite fait élire son petit-neveu, Éric de Poméranie, roi de chacun des royaumes, tout en conservant pour elle la réalité du pouvoir.
L'union factuelle des royaumes scandinaves, dictée en partie par les règles successorales, est aussi une manière de faire face à la peste noire qui décime le pays en 1349 et arrête son essor, entraînant la mort du tiers de la population et une période de récession et de famines.
Cette union, d'abord vue comme une situation provisoire, est confortée avec l'officialisation de l'union de Kalmar, adoptée en 1397 : les trois pays s'accordent pour avoir toujours le même roi, ainsi qu'un organe consultatif commun, chaque pays conservant son propre système législatif. Toutefois, l'union de Kalmar fonctionne avec difficulté et à plusieurs reprises, la Suède désigne un roi différent de celui du Danemark et de la Norvège. Ces deux derniers pays se rapprochent avec la conclusion d'un traité, en août 1450, pour une union plus étroite. Affaiblie, la Norvège doit gager les Orcades et les Shetland au royaume d'Écosse en 1468, et ces archipels sont définitivement cédés à l'Écosse en 1590.

## Époque moderne

### Union avec le Danemark
L'union de Kalmar est formellement dissoute par le départ de la Suède en 1523, mais la Norvège reste étroitement unie au Danemark par l'effet du traité de 1450. Le roi Christian III, s'appuyant sur ce texte, annonce en octobre 1536 que « la Norvège ne sera plus jamais un royaume indépendant » mais qu'elle sera intégrée comme une province du Danemark. Cette décision n'est pas entérinée par le Conseil du royaume danois qui s'estime incompétent pour cela, et la Norvège reste un royaume distinct au sein de l'union personnelle. Toutefois, à partir de 1536, elle est soumise à l'administration danoise puisque ce sont désormais des Danois qui occupent les principales fonctions dans le pays.

### Réforme

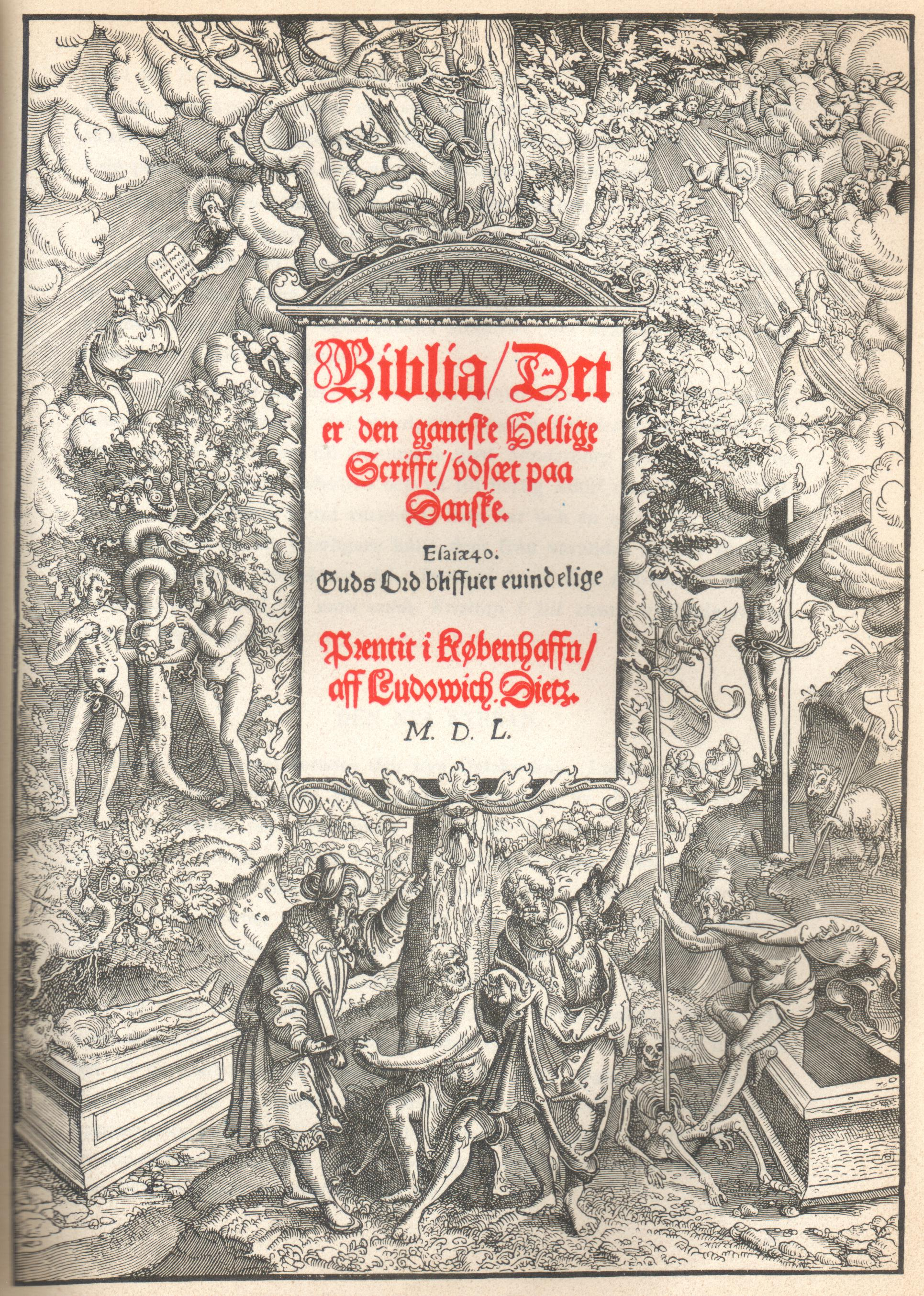
La Bible de Christian III, en danois, en vigueur en Norvège après la Réforme.

Le roi Christian II de Danemark met en place une Église nationale en 1520-1521, en limitant les droits des évêques et en autorisant les prêtres à se marier. Cette réforme échoue après le renversement de Christian II en 1523.
La Norvège reçoit ses premiers prédicateurs réformés vers 1526, notamment à Bergen, ce qui suscite de vigoureuses critiques de l'archevêque Olav Engelbrektsson. La prédication se renforce en 1529 avec la bienveillance du roi Frédéric Ier. C'est surtout son successeur Christian III qui, à partir de 1536, se donne pour objectif de faire passer le pays à la Réforme. L'archevêque Olav Engelbrektsson prend la tête d'un mouvement de protestation mais il est contraint à l'exil en avril 1537. Christian III impose alors au pays l'ordonnance ecclésiastique du 2 septembre 1537. Les domaines épiscopaux sont sécularisés, la part de dîme qui revenait précédemment aux évêques est attribuée à la Couronne et une partie des terres monastiques est donnée à des nobles, notamment danois. En revanche, les prêtres locaux qui acceptent d'appliquer l'ordonnance ecclésiastique sont laissés en place. La langue de la liturgie devient le danois. La Réforme religieuse contribue ainsi à renforcer la domination de la langue et de la culture danoises sur les populations autochtones qui, dans leur vie courante, emploient l'un des dialectes du norvégien.
C'est essentiellement après la Réforme que les Samis sont convertis au christianisme, en particulier au XVIIIe siècle avec le Collège des Missions fondé en 1714 par Frédéric IV, qui forme des pasteurs parlant lapon et des instituteurs locaux. La région est marquée à cette époque par le piétisme venu d'Allemagne. Le déclin de cette forme de spiritualité au XIXe siècle éloigne les Samis de la pratique religieuse.

### Développement économique
Après le marasme de la fin du Moyen Âge, l'économie redémarre au XVIe siècle. La pêche continue de se développer, avec en particulier le hareng. Son exportation se fait jusqu'en Italie et au Portugal. Mais c'est surtout le bois, plus encore à partir de 1550, qui fait la prospérité de la Norvège. Cet essor tient à une forte croissance de la demande, en particulier depuis l'Europe occidentale, mais aussi à des améliorations techniques avec la généralisation de la scie hydraulique, ce qui facilite la constitution de petites exploitations de bois très rentables. Vers 1620, le système se modernise avec des modèles à plusieurs lames. Les villes norvégiennes croissent encore lentement, et vers 1650 la plus peuplée des villes norvégiennes, Bergen, ne compte que 8 000 habitants. Quelques villes nouvelles sont créées à cette époque, essentiellement autour d'une activité économique, comme à Kongsberg et à Røros. La fondation de Christiana, à côté d'Oslo, incendiée en 1624, répond à une autre logique. En Norvège, la plupart des terres agricoles sont détenues par les paysans eux-mêmes, mais les prix restent fixés par les commerçants. L'essor de la Norvège au XVIIe siècle touche aussi les industries extractives de cuivre, d'argent et surtout de fer. Le commerce international se développe aussi dans la seconde moitié du siècle. Le commerce du bois reste florissant au XVIIIe siècle même si certaines forêts commencent à s'épuiser. La création de manufactures touche moins la Norvège que ses voisins mais la Norvège développe la pelleterie et l'armement. L'urbanisation de la Norvège reste faible au XVIIIe siècle, le pays n'arrivant pas à suivre les progressions suédoises. Bergen atteint les 14 000 habitants environ dès 1770, alors qu'Oslo reste à moins de 10 000.

### Affrontements avec la Suède et réduction du territoire

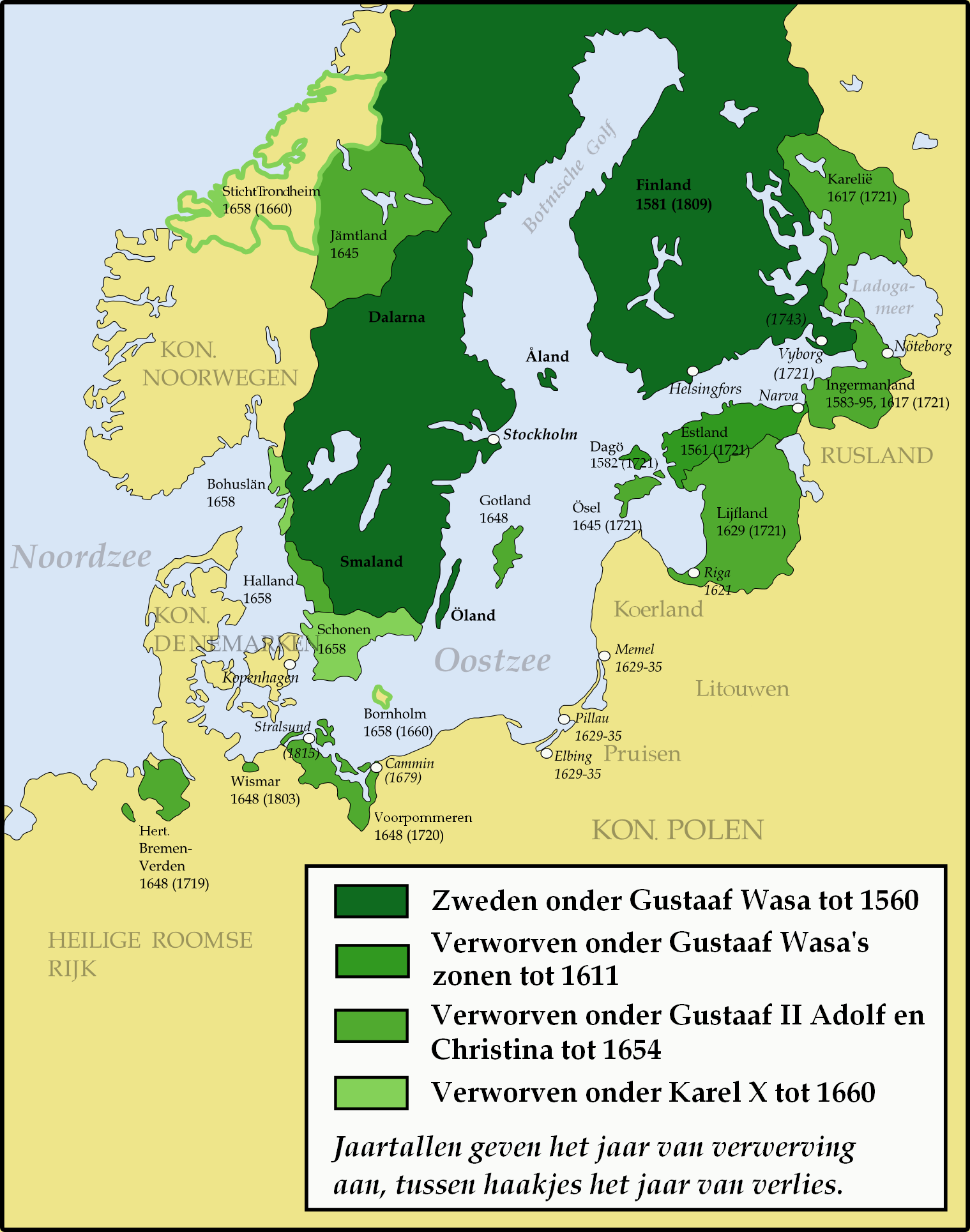
Annexions temporaires et définitives de la Suède, notamment aux dépens de la Norvège.

La Norvège est partiellement envahie par l'armée suédoise pendant la guerre nordique de Sept Ans (1563-1570), avec la prise de Trondheim en 1564 et l'invasion du Sud du pays en 1567, mais le traité de Stettin signé en 1570 n'a pas d'incidence sur le pays.
Dans les années 1600, le Nord de la Scandinavie est le nouvel enjeu de la rivalité dano-suédoise. Dans cette zone où les frontières sont moins clairement fixées, et notamment dans le Finnmark, le roi de Suède Charles IX installe des hommes à lui et prend en 1607 le titre de « roi des Lapons du Nord ». En réaction, le roi Christian IV de Danemark affirme également son autorité dans ces territoires et n'hésite pas à y affronter les troupes suédoises. Cet affrontement tourne à l'avantage du roi danois et, par le traité de Knäred, signé en 1613, le fils et successeur de Charles, Gustave-Adolphe, reconnaît la souveraineté de la Norvège sur le Finnmark.
La Suède et le Danemark s'affrontent à nouveau pendant la guerre de Trente Ans. En 1645, par le traité de Brömsebro, le Danemark doit céder la province norvégienne de Jämtland qui se trouve dès lors définitivement incorporée à la Suède. Après une nouvelle guerre en 1657-1658, le Danemark est contraint de signer le traité de Roskilde (26 février 1658) par lequel il cède à la Suède la province de Bohuslän et surtout celle de Trondheim, ce qui donne à la Suède un débouché sur la mer de Norvège tandis que le royaume est coupé en deux. Cependant, le Danemark reprend les hostilités dès le mois d'août et la Suède, affaiblie par les attaques de la Russie et la mort de Charles X Gustave abandonne, par le traité de Copenhague du 6 juin 1660, la province de Trondheim, ce qui rétablit la continuité territoriale de la Norvège. En revanche, la province de Bohuslän demeure à la Suède. Depuis 1660, la frontière entre les deux pays est stable.

### Monarchie absolue et revendications nationales
En 1660, à la suite d'un conflit entre le roi, la noblesse et la bourgeoisie, le roi Frédéric III instaure une monarchie héréditaire absolue, qu'il fait approuver par l'assemblée des États de Norvège. Il réorganise également l'administration locale avec l'instauration de gouverneurs nommés à la tête de chaque comté et de baillis urbains dans les villes. Des fonctionnaires sont également mis en place pour rendre la justice. En 1687, le successeur de Frédéric III, Christian V, impose à la Norvège un nouveau code de lois qui s'inspire fortement du droit danois, tout en maintenant les spécificités sur le droit foncier et les droits des paysans locaux.
À partir des années 1760 se développe un courant patriotique, qui s'appuie sur des dimensions culturelles mais aussi économiques. Ce mouvement se traduit par la création d'organes culturels spécifiquement norvégiens, comme l'Académie norvégienne des sciences fondée en 1767. Un comité est créé pour demander une université norvégienne, revendication qui n'aboutit qu'en 1811 avec la création de l'université d'Oslo. Sur le plan économique, les revendications viennent de ceux qui souhaiteraient mettre en place des investissements de type capitaliste, et qui critiquent la législation commerciale danoise tout en revendiquant une banque centrale propre à la Norvège. L'idée d'une séparation d'avec le Danemark et d'une union avec la Suède commence à se manifester, notamment auprès des maîtres de forges.
Le Danemark est neutre pendant les guerres de la Révolution française mais des navires danois et norvégiens sont interceptés par les Britanniques qui les soupçonnent de se livrer à la contrebande. En octobre 1805, le roi de Suède Gustave IV Adolphe s'engage dans la guerre contre la France dans l'espoir de s'approprier la Norvège en cas de succès. Le Danemark se rapproche, lui, de la France, qu'il rejoint après le bombardement de Copenhague par les Britanniques en 1807. La Suède, qui a dû entre-temps céder la Finlande à la Russie, soutient l'idée que la Norvège pourrait être une contrepartie à la perte de la Finlande, position soutenue par la Russie. Or, entretemps, la Norvège vit durement le blocus continental et considère dès lors que ses intérêts et ceux du Danemark divergent. Les Norvégiens sont favorables à la paix avec la Suède, pas nécessairement à une union avec ce dernier.

## XIXesiècle(1814-1905)

### 1814: naissance de la Constitution et union personnelle avec la Suède

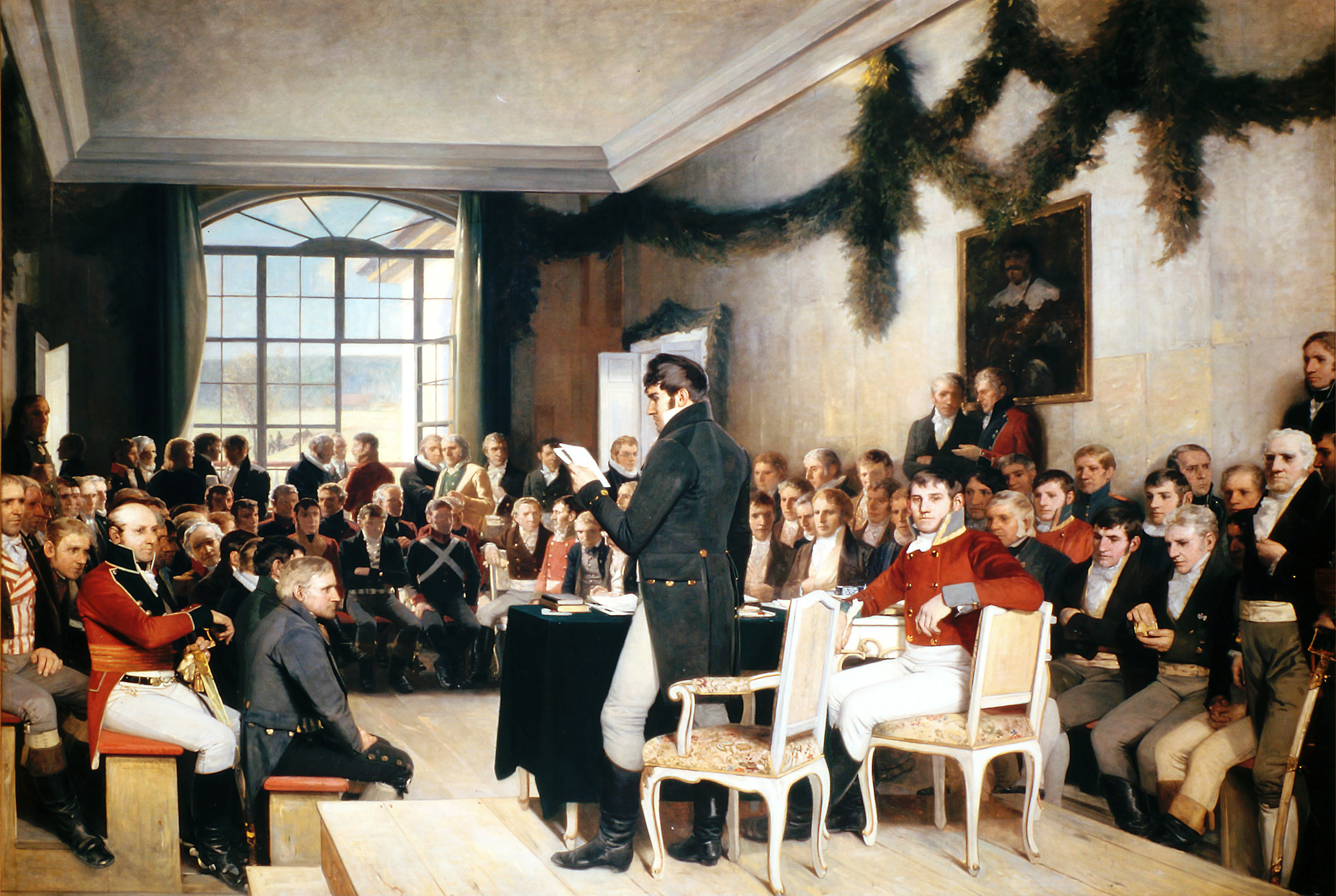
Oscar Wergeland, L'Assemblée d'Eidsvoll, 1885. Tableau conservé au Storting.

À la fin des guerres napoléoniennes, Charles-Jean de Suède s'attaque au Danemark, forçant Frédéric VI de Danemark à signer le traité de Kiel (14 janvier 1814). Ce traité transfère le royaume de Norvège du Danemark à la Suède, à l'exception du Groenland, de l'Islande et des îles Féroé, qui sont laissées au Danemark. Cependant le gouverneur général de Norvège au nom du Danemark, Christian-Frédéric, proclame l'indépendance de la Norvège le 15 février. Il organise des élections qui aboutissent à la réunion, le 10 avril, d'une assemblée constituante à Eidsvoll. Cette assemblée de 112 délégués adopte le 17 mai la Constitution de Norvège, fortement inspirée de la Constitution française du 3 septembre 1791, le pouvoir législatif étant confié au Storting tandis que le roi se voit attribuer un veto suspensif. En revanche, le suffrage censitaire est assez large puisqu'il permet à 45 % de la population masculine en âge de voter de le faire.
Pour faire appliquer le traité de Kiel, le prince héritier de Suède tente d'obtenir l'abdication de Christian-Frédéric qui a été proclamé roi. Devant son refus, Charles-Jean de Suède engage des opérations militaires qui durent du 26 juillet au 14 août. Cependant, dès le 7 août commencent les pourparlers qui conduisent à la convention de Moss le 14 août. Cette convention prévoit l'abdication de Christian Frédéric et l'union des deux royaumes sous le même souverain. Toutefois, chaque royaume conserve son indépendance et la Constitution du 17 mai n'est pas remise en cause.

### Évolutions vers une monarchie constitutionnelle moderne

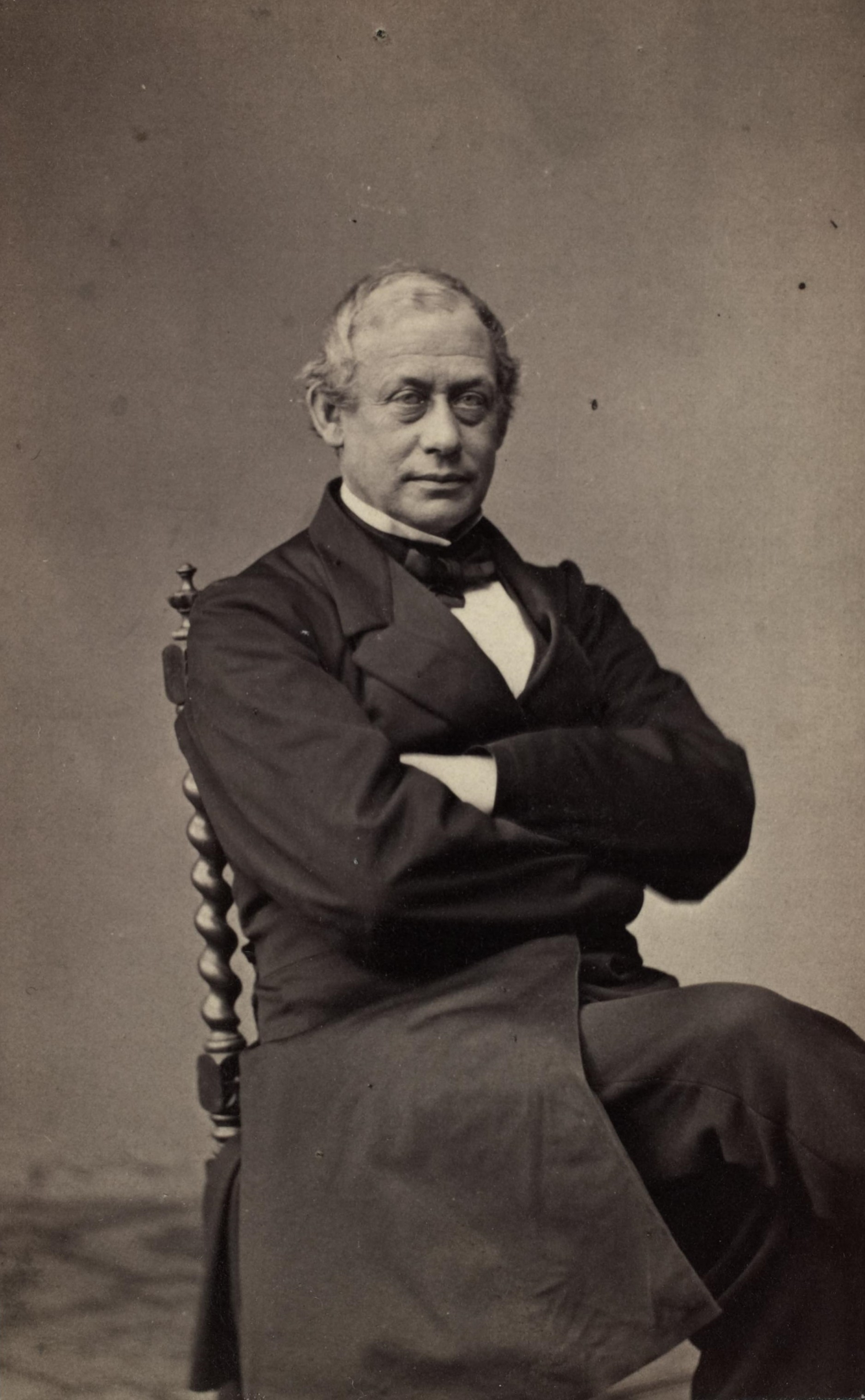
Frederik Stang, premier « ministre d'État » de Norvège.

De 1814 à 1905, les deux pays gardent le même souverain, mais chacun a son gouvernement et ses lois. Le souverain dispose d'un veto suspensif de deux sessions : au troisième vote d'une loi, le roi devait s'incliner. Toutefois, les sessions du Storting n'avaient lieu que tous les trois ans jusqu'en 1869, donc jusqu'à cette date une loi à laquelle le roi s'opposait n'était validée qu'au bout de neuf ans.
Jusque dans les années 1870, le Storting est dominé par des personnalités de tendance conservatrice avec un libéralisme économique tempéré, dont Frederik Stang est la personnalité la plus emblématique. Comme ailleurs en Europe, les idées socialistes gagnent du terrain dans les couches les plus défavorisées de la population et, en 1849, Marcus Thrane crée le « mouvement socialiste norvégien ». La fin des années 1860 marque l'avènement d'une vie politique moderne, marquée par un bipartisme entre deux tendances appelées Venstre (la gauche) et Høyre (la droite). L'un des objectifs de Venstre était l'évolution du régime vers une monarchie constitutionnelle dont les ministres seraient responsables devant le Storting. Formellement approuvée en 1880, cette nouveauté constitutionnelle n'est toutefois pas acceptée par le gouvernement en place. La crise dure jusqu'aux élections législatives de 1882, qui voient une large victoire de Venstre. Forte de sa majorité, elle provoque la mise en accusation des ministres devant le Riksretten où ils sont jugés en 1884 et presque tous révoqués. Après cette révocation, Oscar II tente de maintenir un gouvernement de centre droit mais, après deux mois de crise, il s'incline, reconnaissant ainsi le régime parlementaire. Les deux groupements Høyre et Venstre deviennent alors de véritables partis politiques avec une base militante. Dès 1885, le cens est abaissé afin d'élargir le corps électoral et le suffrage universel masculin est instauré en 1898.
Si le développement de la révolution industrielle accroît les richesses du pays, certaines classes sociales, comme les paysans les plus pauvres, sont touchées par la misère et le chômage. Cela conduit quelque 750 000 Norvégiens à émigrer aux États-Unis après la Guerre de Sécession et jusque dans les années 1920. Certains de ces migrants vont contribuer à la diffusion du ski, notamment pendant la Ruée vers l'or en Californie.

### Séparation avec la Suède

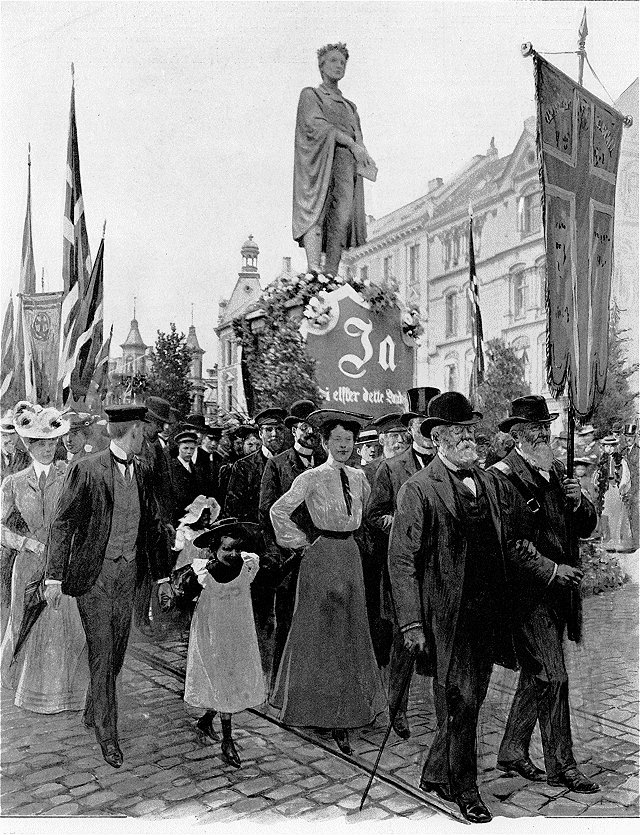
Défilé en faveur du oui lors du référendum de 1905.

L'Union entre la Suède et la Norvège fonctionnait sans trop de mal mais les Norvégiens gardaient tout de même le sentiment d'être gouvernés par un roi étranger. Il y avait cependant eu des tensions en 1851, où la Suède avait engagé une guerre douanière envers la Norvège pour le sucre, ce qui avait entraîné la Norvège à des mesures de rétorsions, les unes et les autres signées par le même roi. Le sentiment d'appartenance nationale s'exprime aussi dans le développement du norvégien comme langue écrite, de plus en plus présent y compris en littérature. En fait, ce sont deux formes linguistiques qui se stabilisent au XIXe siècle : le landmål (nynorsk après 1929), inspiré de la langue parlée dialectale, promue par l'écrivain Ivar Aasen, et le riksmål (bokmål après 1929), normalisé par Knud Knudsen, davantage construit à partir du dano-norvégien écrit et qui s'emploie d'abord dans l'administration et par les élites. Le norvégien est pleinement reconnu comme langue officielle et d'enseignement dans les années 1890.
La crise culmine dans la question des consulats. Les affaires étrangères restant gérées par la Suède, les deux pays avaient un réseau consulaire commun. Or, dans les années 1880, la Suède met en place une politique protectionniste qui n'arrange pas la Norvège qui dispose d'une flotte marchande importante. En 1892, le Storting adopte une résolution sur la constitution d'un réseau consulaire propre à la Norvège mais Oscar II refuse de le sanctionner. La situation reste bloquée pendant trois ans et un comité mixte, convoqué en 1895, échoue à proposer une solution acceptée par les deux parties. La Suède envisage même une intervention militaire contre la Norvège. Le Storting retire alors sa résolution, au mécontentement de la population. Lancées en 1902, de nouvelles négociations semblent aboutir en 1903 avec l'accord sur le fait que chaque État ait ses propres consulats mais la position suédoise se raidit l'année suivante, le gouvernement suédois souhaitant garder un droit de regard sur les consulats norvégiens.

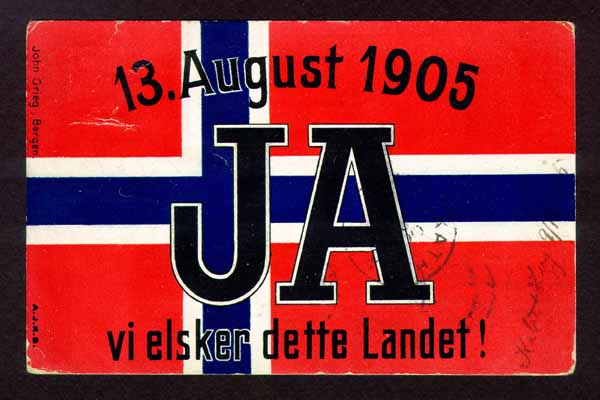
Carte postale pour le oui au référendum du 13 août 1905.

La crise se dénoue durant l'année 1905. Le nouveau gouvernement norvégien de coalition fait adopter le 27 mai une loi portant la création de consulats norvégiens. Oscar II ayant mis son veto, le gouvernement démissionne, démission refusée par le roi au motif qu'il n'y a pas de majorité alternative. Le Storting déclare alors le 7 juin que le roi a cessé de régner car il est incapable de désigner un gouvernement. Comme en 1895, des préparatifs militaires sont engagés des deux côtés, mais une commission est également nommée pour trouver une solution. Une large majorité de la commission estime que la dissolution de l'Union peut être prononcée si le peuple norvégien l'approuve par référendum. Le scrutin se tient le 13 août et donne des résultats très nets avec 368 208 oui pour 184 non.
Cependant il faut encore de longues et difficiles discussions sur les modalités précises de la séparation, en particulier pour les clauses militaires (destruction des forts situés auprès des frontières). La fin de l'union est finalement proclamée le 26 octobre. Il restait encore à régler la question du régime car il existait en Norvège une tendance républicaine. Le prince pressenti, Charles de Danemark, n'accepte qu'à condition qu'un deuxième référendum, sur le maintien de la monarchie, soit organisé. Le 13 novembre, le peuple norvégien approuve à près de 79 % la monarchie et le nouveau prince est déclaré roi le 18 novembre sous le nom d'Haakon VII.

## Norvège de 1905 à 1945

### Organisation du nouvel État
La séparation de 1905 ne modifie pas fondamentalement les institutions du pays. La Norvège a son propre roi, mais la monarchie parlementaire n'est pas mise en cause, le parlement monocaméral est maintenu, de même que le veto royal. En revanche, le pays dispose désormais de son propre ministre des Affaires étrangères. Une autre innovation intervient en 1907, avec l'ouverture du vote aux femmes. Cet accès est toutefois d'abord réservé aux femmes disposant d'un certain revenu, puis étendu à l'ensemble des femmes en 1910 pour les élections locales et en 1913 pour les élections au Storting.
La Gauche est au pouvoir jusqu'en 1910. Cette année-là, le parti connaît une sécession : un groupe, qui se fait appeler « Det frisinnede Venstre » (« la Gauche libérale »), s'allie avec Høyre pour refuser les mesures jugées trop anticapitalistes, notamment la confiscation des concessions hydrauliques. Au pouvoir de 1910 à 1913, cette coalition de circonstance doit céder la place à la Gauche jusqu'en 1920. C'est pendant ces années-là que se développe une politique sociale : assurance maladie en 1909, limitation du temps de travail à dix heures en 1915, à huit heures en 1919, création de juridictions du travail.

### Première Guerre mondiale et ses conséquences

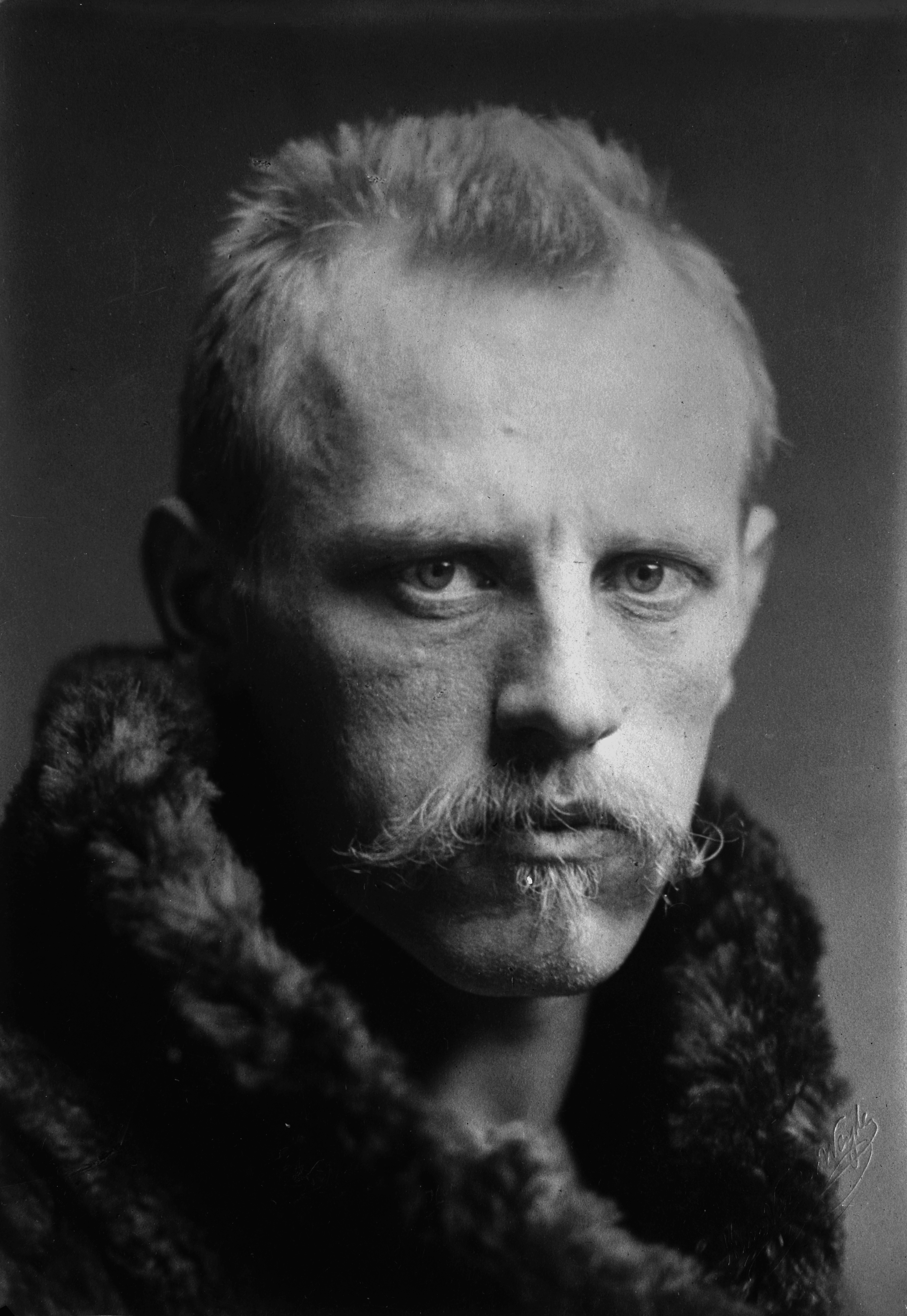
Fridtjof Nansen, explorateur, promoteur du ski et homme politique norvégien, premier responsable des réfugiés à la Société des Nations.

La Norvège reste neutre pendant la Première Guerre mondiale, en concertation avec les souverains suédois et danois qui se rencontrent à Malmö en décembre 1914. Cette neutralité n'empêche pas la Norvège de souffrir des conséquences de la guerre. Ainsi, 1 892 marins marchands norvégiens sont tués, la plupart du temps à cause des torpillages allemands, et la Norvège perd près de 50 % de sa flotte marchande, subissant proportionnellement sur ce point les pertes les plus grandes de tous les pays de la Première Guerre mondiale. Les difficultés liées à la guerre conduisent aussi, à l'intérieur, à une politique de rationnement et à une forte inflation, surtout à partir de 1917. La politique de neutralité et d'amitié entre les pays scandinaves persiste après la guerre. Quant à l'adhésion à la Société des Nations, elle donne lieu à d'intenses débats : en effet, son pacte prévoyait la possibilité de prendre des sanctions économiques, ce qui gênait une partie de l'opinion. Malgré ces critiques, l'adhésion est finalement adoptée.

### Conquêtes en Arctique et Antarctique
La Norvège participe activement à l'exploration des pôles. Déjà, la traversée du Groenland en 1888 par Fridtjof Nansen, largement médiatisée à travers l'Europe de l'Ouest, avait contribué à faire connaître le ski en Europe et reconnaître le savoir-faire norvégien. Devant Nansen, le plus connu des explorateurs norvégiens reste Roald Amundsen, découvreur du pôle Sud en 1911. La Norvège accroît ses possessions en obtenant la souveraineté sur le Svalbard, qui lui est reconnue par le traité concernant le Spitzberg du 9 février 1920. En 1929, la Norvège s'empare de l'île Jan Mayen, proche du Groenland ainsi que, dans l'Antarctique, des îles Pierre-Ier et Bouvet. Enfin, en 1939, elle s'octroie, sur le continent Antarctique, la Terre de la Reine-Maud : cette revendication, confirmée malgré le traité sur l'Antarctique de 1961, fait d'elle le deuxième « possesseur » de terres antarctiques après l'Australie.

### Vie politique dans l'entre-deux-guerres
De 1921 à 1935, le pays est gouverné par différentes coalitions, plus souvent dirigées par Venstre. Le Parti agrarien (Bondepartiet), fondé en 1920, attire une partie des classes moyennes et se rallie à certaines de ces coalitions. Pour faire face à l'inflation qui demeure, les gouvernants mènent une politique de limitation des impôts et des dépenses publiques, ainsi qu'une politique de l'emploi pour tenter de juguler un chômage élevé.
La conjoncture s'améliore quelque peu en 1928 mais la Norvège est bientôt atteinte par les effets de la Grande Dépression à partir de 1931, même si la croissance revient, timidement, à partir de 1934.
En 1935, le Parti du travail s'allie avec le Parti agrarien pour renverser le gouvernement conservateur accusé de ne pas tenir suffisamment compte des problèmes des chômeurs et des paysans. Dirigé par Johan Nygaardsvold, ce gouvernement reste dix ans au pouvoir, dont cinq en exil. Avant le début de la Seconde Guerre mondiale, il a le temps de reprendre la politique sociale entreprise avant 1920 : généralisation des retraites en 1936, instauration des congés payés et d'une assurance chômage. Malgré la tradition pacifiste du parti, le gouvernement, voyant monter les tensions internationales, relance aussi l'industrie de défense. Pour financer ces différentes mesures, il augmente les impôts et crée la omsetningsskatt, préfiguration de taxe sur la valeur ajoutée.
Face à ce gouvernement travailliste, le nationalisme gagne du terrain avec la création, en 1933, par Vidkun Quisling, du Nasjonal Samling (Rassemblement national), un parti très lié au parti nazi allemand. Contrairement à d'autres partis nationalistes européens, le Nasjonal Samling comptait une base militante importante (25 000 à 30 000 membres) mais obtenait peu de votes lors des élections.
Dès le début du XXe siècle et surtout dans l'entre-deux-guerres, un autre sujet divise les Norvégiens : devant l'existence de deux langues écrites (bokmål et nynorsk), plusieurs gouvernements tentent de pousser à des rapprochements mais ces initiatives jugées autoritaires alimentent plutôt une « querelle linguistique ».

### Seconde Guerre mondiale
La Norvège proclame à nouveau sa neutralité au début de la Seconde Guerre mondiale en septembre 1939. Malgré les sentiments de sympathie pour la Finlande pendant la phase russo-finnoise du conflit, la Norvège rejette la demande franco-britannique de faire transiter des troupes via son territoire. Cependant, les manœuvres allemandes le long des côtes norvégiennes rendent la neutralité du pays difficile à faire respecter. Le 16 février 1940, la Royal Navy arraisonne, dans les eaux de la Norvège, le pétrolier allemand l’Altmark, qui s'y était réfugié avec des prisonniers britanniques à son bord. Cet « incident de l'Altmark » persuade l'Allemagne que les Alliés sont prêts à envahir la Norvège, tandis que ces derniers estiment que les Allemands ont l'intention d'utiliser la mer territoriale norvégienne au mépris de sa neutralité. Le 5 avril 1940, la Royal Navy envoie des bâtiments miner les eaux territoriales norvégiennes afin d'empêcher les navires de ravitaillement allemands de les utiliser.

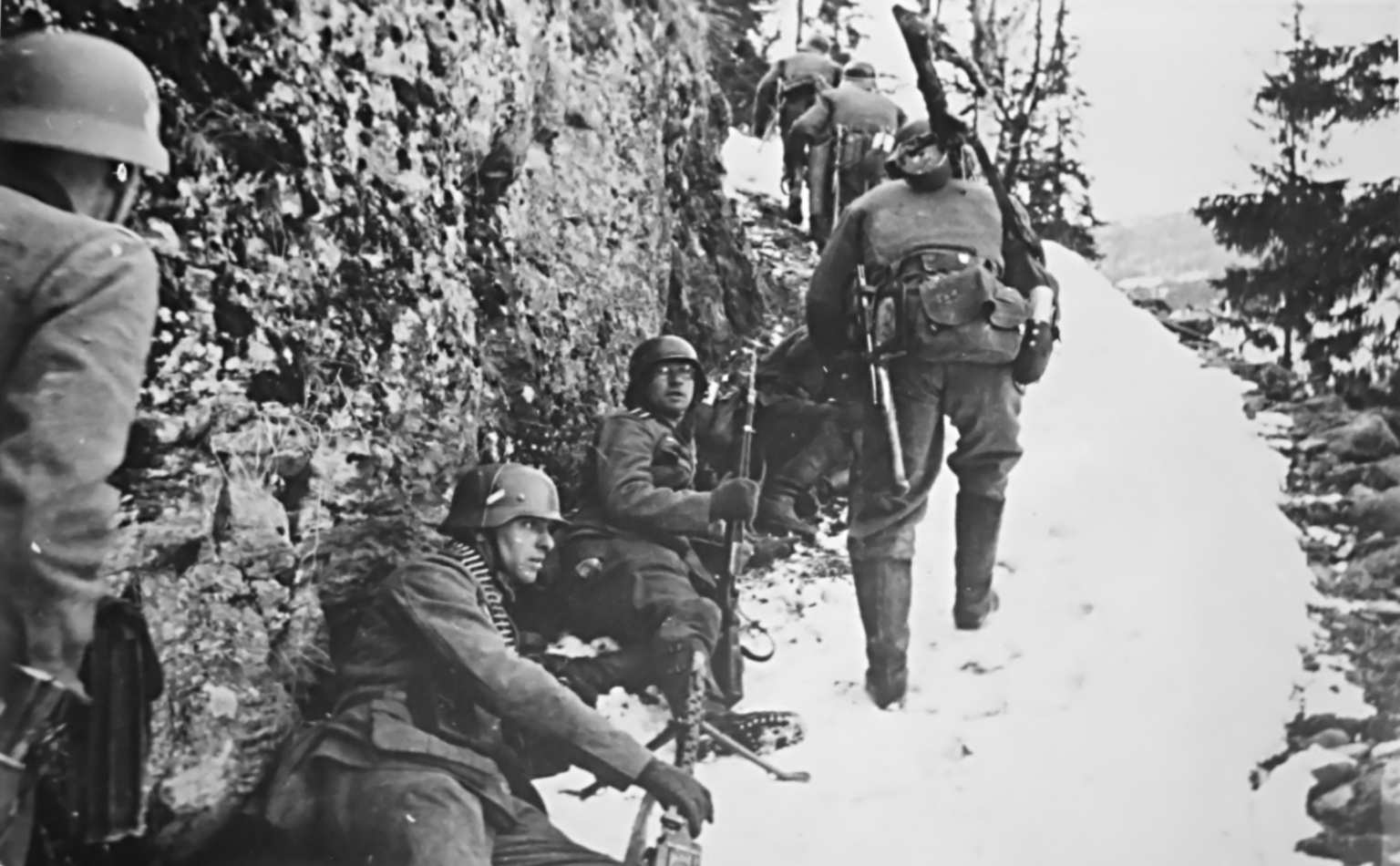
Troupes allemandes évoluant dans une côte au sud de Bagn (Oppland), sans doute en avril 1940.

Le 9 avril, l'Allemagne nazie lance l'opération Weserübung, qui comprend l'invasion de la Norvège et du Danemark. Le gouvernement norvégien refuse la demande de l'Allemagne de laisser ses troupes l'occuper et annonce son intention de résister. Malgré quelques coups d'éclats, dont le coulage du croiseur lourd Blücher à la bataille du détroit de Drøbak, l'armée norvégienne est toutefois très vite en difficulté, certaines garnisons se rendant sans combattre. Le roi Haakon VII , le prince héritier Olaf et le gouvernement quittent la capitale. Pendant ce temps, la flotte alliée attaque les bâtiments allemands et Français et Britanniques lancent la campagne de Norvège en débarquant à leur tour le 13 avril. Après avoir progressé difficilement jusqu'au 18 avril, les Alliés connaissent alors des revers dus notamment à l'impréparation et au manque de matériel adéquat. Ils sont contraints d'évacuer leurs têtes de pont les unes après les autres. À partir du 10 mai, seul le Nord du pays, où le roi et le prince héritier se sont réfugiés, tient encore. Le roi, le prince héritier et sa famille partent en exil le 7 juin, le roi et le prince héritier se rendant en Angleterre. La famille du prince héritier Olaf (sa femme Märtha de Suède et leurs trois enfants) était partie en premier lieu dès avril 1940 en Suède mais leur présence posait problème au roi de Suède et à son gouvernement, qui craignaient que cette présence porte ombrage à la politique de bonnes relations voulues avec l'Allemagne nazie. C'est pourquoi en second lieu, cette famille séjourna aux États-Unis (en tant qu'invités personnels du président Roosevelt, qui avait mis à leur disposition un navire de l'U.S. Navy pour les amener de Suède) où ils vivront d'abord à la Maison-Blanche à Washington (jusqu'en 1941) puis à Bethesda (Maryland) jusqu'en avril 1945. Les dernières troupes alliées évacuent le pays le 10 juin. Ce même jour, l'armée norvégienne capitule.
Entre-temps, le chef du Nasjonal Samling, Vidkun Quisling, que Haakon VII a refusé de nommer Premier ministre, s'auto-proclame chef du gouvernement. Son autorité n'est toutefois reconnue par aucun gouvernement étranger et les nazis le démettent dès le 15 avril. Il est remplacé par un conseil administratif présidé par Ingolf Elster Christensen, ancien gouverneur civil d'Oslo.
Après la défaite militaire de leur pays, le roi Haakon VII et le chef du gouvernement Johan Nygaardsvold animent à Londres un gouvernement en exil, reconnu par les Alliés. Une partie des forces armées, dont plus de cent navires de la Marine royale norvégienne, parvient à suivre le roi au Royaume-Uni et participe, au fil du conflit, à l'effort de guerre. La plus grande partie de l’énorme flotte marchande norvégienne, alors la quatrième mondiale, est réuni dans la Nortraship est placée sous le contrôle des Alliés. Les Forces norvégiennes libres contribuent à la bataille de l'Atlantique puis à la bataille de Normandie.
Dans le pays occupé, après avoir soutenu une administration apolitique contrôlée par les Allemands, le Reich fait de la Norvège un Reichskommissariat le 25 septembre 1940, avec Josef Terboven à sa tête. De son côté, le mouvement de résistance combat vigoureusement les nazis. L'exploit le plus célèbre des résistants norvégiens est la destruction de l'usine d'eau lourde de Vemork en 1943 avec l'aide des Alliés. Le Nasjonal Samling apporte son concours actif aux troupes d'occupation pour combattre les résistants. C'est en considération de son efficacité en la matière que ce parti est autorisé, à partir de février 1942, à organiser un gouvernement pro-nazi présidé à nouveau par Vidkun Quisling, qui gouverne le pays en collaborant activement avec l'occupant, Terboven exerçant encore une part importante du pouvoir.
Au début de la guerre, la Norvège avait d'abord refusé une occupation alliée du Svalbard. Cependant, devant la menace d'une attaque allemande, l'archipel est évacué en septembre 1941 et les installations météorologiques sont sabordées. Les Allemands s'emparent en effet du Svalbard mais ils sont rapidement mis en fuite par l'arrivée des Alliés.
En novembre 1944, l'Armée rouge envahit et occupe le Finnmark, à l'extrême nord du pays. La retraite des nazis au printemps 1945 est marquée par la destruction systématique des villes et des villages dans le Nord du pays. Après la reddition allemande, le 8 mai 1945, le prince Olav fait son entrée dans Oslo. Le gouvernement en exil regagne la Norvège le 31 mai, suivi du roi et de la famille royale le 7 juin, cinq ans jour pour jour après son départ. La peine de mort, abolie en 1876, est rétablie pour punir les traîtres. Vidkun Quisling, arrêté par la Résistance le 31 mai, et les principaux collaborateurs sont jugés et exécutés peu de temps après pour haute trahison et crimes de guerre. Le commissaire du Reich Josef Terboven préfère le suicide. Depuis 1947, Oslo offre un sapin de Noël géant à Londres en souvenir de l'aide apportée par les Britanniques aux Norvégiens.

## Depuis 1945

### Après-guerre
Le gouvernement en exil démissionne après le retour à l'ordre normal mais le Parti du travail remporte les élections générales d'octobre 1945 et demeure au pouvoir pratiquement sans interruption pendant les vingt années suivantes. Sous la direction du Premier ministre Einar Gerhardsen, la Norvège devient une démocratie sociale et un État-providence, même si cette évolution s'inscrit à certains égards dans la continuité des politiques sociales antérieures.
L'économie norvégienne sortait de la guerre exsangue en raison de l'exploitation allemande et du sabotage intérieur. En outre, les troupes allemandes, lors de la retraite, avaient brûlé de nombreuses villes du Nord, comme dans d'autres pays. Deux facteurs favorisent un redémarrage rapide de la reconstruction et le retour d'une croissance forte. D'une part, la Norvège bénéficie du plan Marshall en 1947. D'autre part, le gouvernement travailliste planifie toute l'économie du pays, renforce sa place dans les marchés mondiaux et cherche à redistribuer la richesse nationale selon des critères plus égalitaires. En trois ans, le produit intérieur brut norvégien retrouve son niveau d'avant-guerre. Ce développement est accompagné de nouvelles lois sociales avec la création des allocations familiales (dès 1946) et le renforcement de droits déjà accordés avant guerre (assurance maladie, retraite).
En politique étrangère, la Norvège adhère à la Charte des Nations unies (ONU) en 1945. L'Armée rouge, qui avait envahi le Finnmark en 1944, s'en retire en septembre 1945. Cependant, la proximité d'une Union soviétique puissante en train de soumettre l'Europe de l'Est inquiète le gouvernement norvégien. La Norvège renonce donc à sa politique de neutralité d'avant-guerre. Si elle refuse l'alliance défensive avec la Suède, jugée insuffisante en cas d'attaque soviétique, elle adhère en revanche à l'Organisation du traité de l'Atlantique nord (OTAN) en 1949. Cette adhésion à l'OTAN est tacitement approuvée par le peuple norvégien aux élections d'octobre 1949 qui reconduisent les travaillistes.

### Or noir de la Norvège

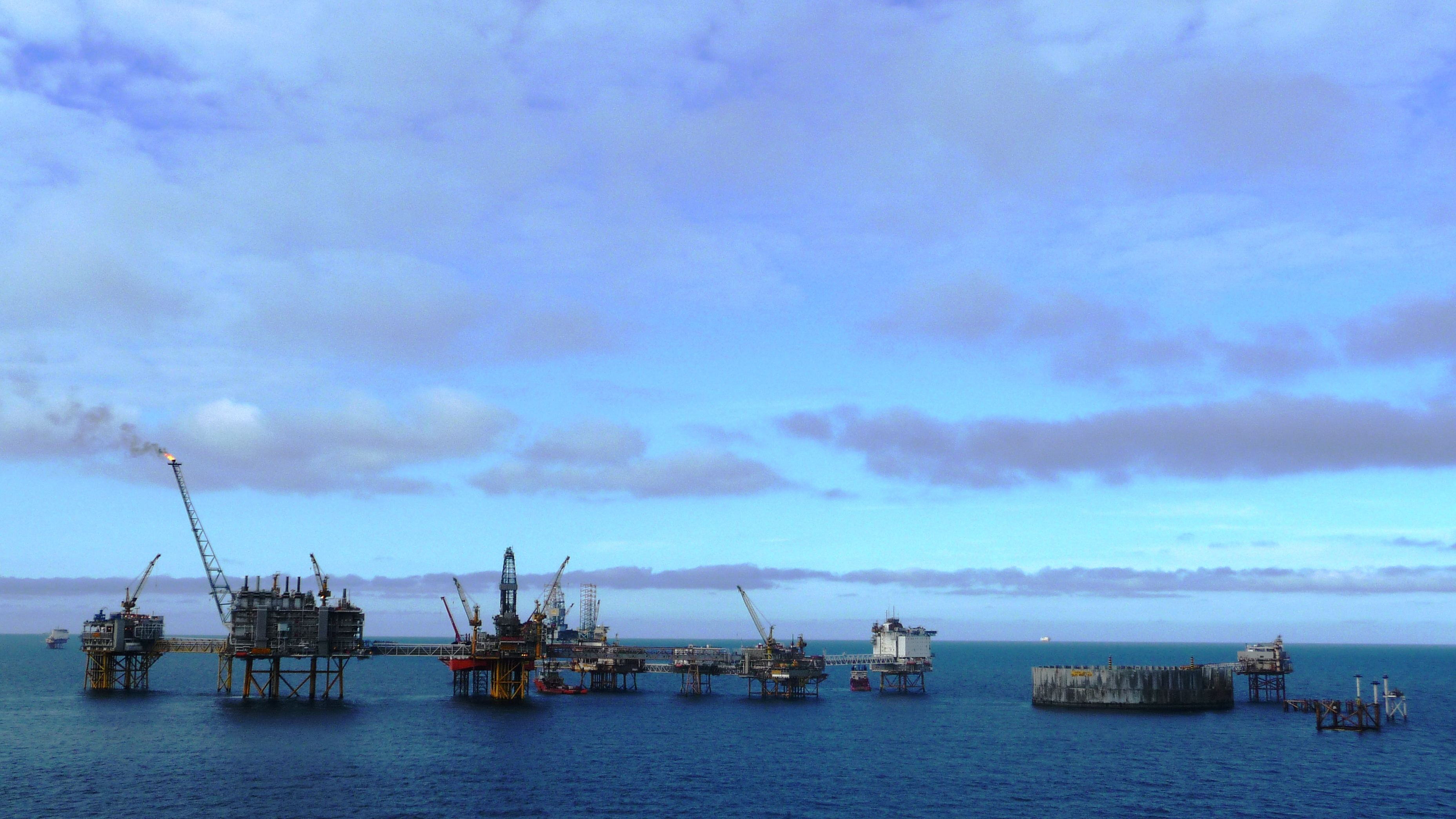
Plates-formes pétrolières sur Ekofisk, l'une des principales zones de la mer du Nord où la Norvège peut exploiter du pétrole.

L'exploitation du pétrole en mer du Nord commence dans les années 1960, surtout avec l'extension de souveraineté proclamée en 1963, en particulier dans la zone appelée Ekofisk. Le pétrole, puis le gaz naturel, commencent à être exploités à grande échelle par la société d'État Statoil (Equinor depuis 2018) en 1972-1973.
Les hydrocarbures contribuent fortement à la prospérité économique de la Norvège, ce qui n'empêche pas le pays de diversifier ses secteurs d'activité, y compris en matière énergétique. Au début des années 1980, le pétrole de la mer du Nord assurait environ 30 % des recettes d'exportations annuelles de la Norvège[réf. souhaitée]. Cependant, les cours baissent soudainement en 1985 et en 1986, et les perspectives de recettes fiscales et commerciales plus faibles amènent le gouvernement Willoch à réclamer des taxes pétrolières plus élevées en avril 1986, ce qui entraîne une crise ministérielle. Cependant, malgré les baisses de production, la Norvège, devenue depuis 1992 le  4e exportateur de pétrole était en 1995 le 2e exportateur de pétrole brut. Au début du XXIe siècle, les ressources pétrolières commencent à s'épuiser mais celles de gaz naturel restent élevées. Les hydrocarbures représentent encore en 2015 la moitié des exportations norvégiennes, les produits de la mer et l'équipement automobile étant d'autres secteurs importants d'exportation. Anticipant les évolutions des marchés de l'énergie, le pays cherche à augmenter ses exportations vers les pays émergents. Bien que la crise de 2008 ait entraîné une période de récession puis de croissance faible, l'économie reste solide.
La Norvège est un des rares grands pays producteurs à avoir échappé à la « malédiction du pétrole ». Au début, tous les revenus tirés du pétrole étaient dépensés. Lors de la chute des cours dans les années 1980, le pays a connu pendant deux ans une sévère récession. Une nouvelle baisse des prix du brut quelques années plus tard a entrainé plusieurs faillites bancaires. En 1990, la Norvège a donc décidé que les revenus pétroliers seraient versés dans un fonds souverain. Alimenté depuis 1996, ce fonds est devenu le plus important fonds souverain au monde (plus de 1 000 milliards de dollars à fin 2017 soit 2,7 fois le PIB norvégien). Placé sous la tutelle de la Banque centrale, il est placé de manière éthique dans plus de 8 000 sociétés étrangères et doit permettre, lorsque les gisements de pétrole seront épuisés, de maintenir l'État-providence.

### Vie politique
L'attitude du roi pendant la guerre, son appel à la résistance depuis Londres, ont renforcé le sentiment pro-monarchique en Norvège. Après plus de cinquante ans de règne, Haakon VII meurt le 21 septembre 1957. Son fils Olav V lui succède et se montre populaire par sa vie simple : on retient notamment l'anecdote du roi qui n'hésite pas à circuler en tramway dans la capitale,. Olav V meurt en janvier 1991 et son fils, Harald V, monte sur le trône. Cependant, même si la Constitution a maintenu le veto royal, la Norvège est fermement installée dans la monarchie constitutionnelle, où le roi ne s'implique pas directement dans la vie politique.
Dans les années 1950, le Storting tente d'éteindre la querelle linguistique : après l'échec d'une nouvelle tentative d'uniformisation, il en vient à maintenir le dualisme bokmål / nynorsk, en tolérant l'utilisation de formes issues d'une écriture dans l'autre.
Sur le plan politique, malgré leurs réformes engagées depuis la Libération, les travaillistes finissent par lasser l'opinion, et notamment une partie de la jeunesse et des femmes ; ils doivent céder le pouvoir en octobre 1965 à une coalition de centre droit qui poursuit toutefois les mesures sociales. Les hésitations sur l'adhésion à la CEE causent la chute de cette coalition mais les travaillistes échouent à leur tour sur le même thème. Les législatives de 1973 conduisent à une crise politique, aucune coalition majoritaire ne parvenant à se former. Les travaillistes forment donc un gouvernement minoritaire mais ils parviennent à regagner la confiance de l'électorat et se maintiennent jusqu'en octobre 1981.
À ce moment-là, les Norvégiens portent au pouvoir une majorité conservatrice qui tente, par une politique d'austérité, de juguler les effets des crises pétrolières. Ce gouvernement perd un vote de confiance au Parlement sur la question des taxes pétrolières. Il est donc remplacé en mai par un gouvernement travailliste minoritaire, dirigé par Gro Harlem Brundtland. Cette dernière démissionne après une défaite aux élections de septembre 1989 et ramène le Parti travailliste dans l'opposition.
Jan Peder Syse, du Parti conservateur, succède à Gro Harlem Brundtland au poste de Premier ministre, à la tête d'une coalition de centre-droit. Cependant, la durée du gouvernement de Syse est très brève. Il est en effet divisé quant à la position à adopter au sujet de ses futures relations avec la Communauté européenne et doit démissionner en octobre 1990. Il est remplacé, le mois suivant, par une coalition dirigée par Brundtland. Depuis, le pouvoir alterne entre les travaillistes et le Parti populaire chrétien de centre-droit.
Le 22 juillet 2011, un militant d'extrême-droite, Anders Behring Breivik commet deux attentats faisant 77 victimes, dont de nombreux jeunes. Largement condamné par la classe politique nationale et à l'étranger, cet acte marque profondément le pays.
En 2012, le Storting adopte une réforme constitutionnelle qui retire à l'Église évangélique et luthérienne de Norvège son statut de religion d'État.

### Les Samis, de la domination à la reconnaissance

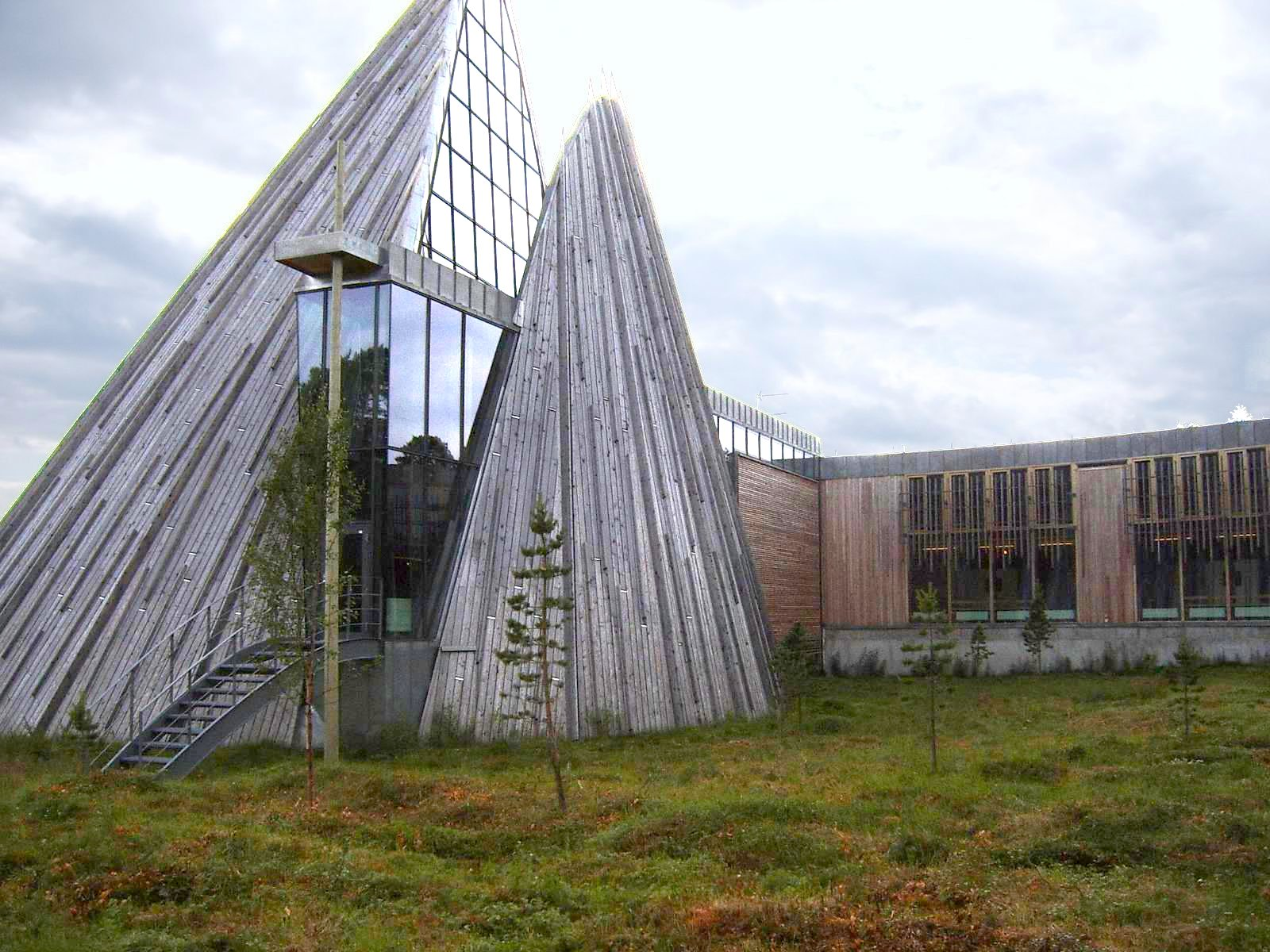
Le bâtiment du Parlement sami de Norvège, inauguré en 1989.

L'exploitation minière dans des centres tels que Mo i Rana entraîne une importante évolution du peuple sami. L'estivage traditionnel est peu à peu abandonné en Norvège à la fin du XIXe siècle. Au début du XXe siècle, le renne cesse d'être utilisé pour le trait et l'élevage se diversifie avec des chèvres, des vaches, des moutons. Les tentes sont remplacées par des chalets et la population se sédentarise, de sorte qu'à la veille de la Seconde Guerre mondiale seuls 5 à 10 % des Samis restent nomades.
Durant la première moitié du XXe siècle, les Norvégiens colonisent les territoires du Nord, mettant en difficulté les Samis dont la langue et la culture traditionnelles sont dévalorisées. La réaction se produit surtout après la Seconde Guerre mondiale. Le Syndicat des éleveurs de rennes de Norvège, créé en 1948, s'occupe aussi d'éducation et de maintien de l'artisanat malgré un intitulé apparemment très spécialisé. Après des années de revendications pacifiques, les Samis obtiennent en 1962 du Storting une proclamation solennelle de l'égalité entre les deux communautés et les deux langues. Le premier congrès sami se tient à Karasjok en 1969 ; c'est cette ville qui devient le siège du Parlement sami de Norvège le 9 octobre 1989.

### Hésitations européennes et succès sur la scène internationale

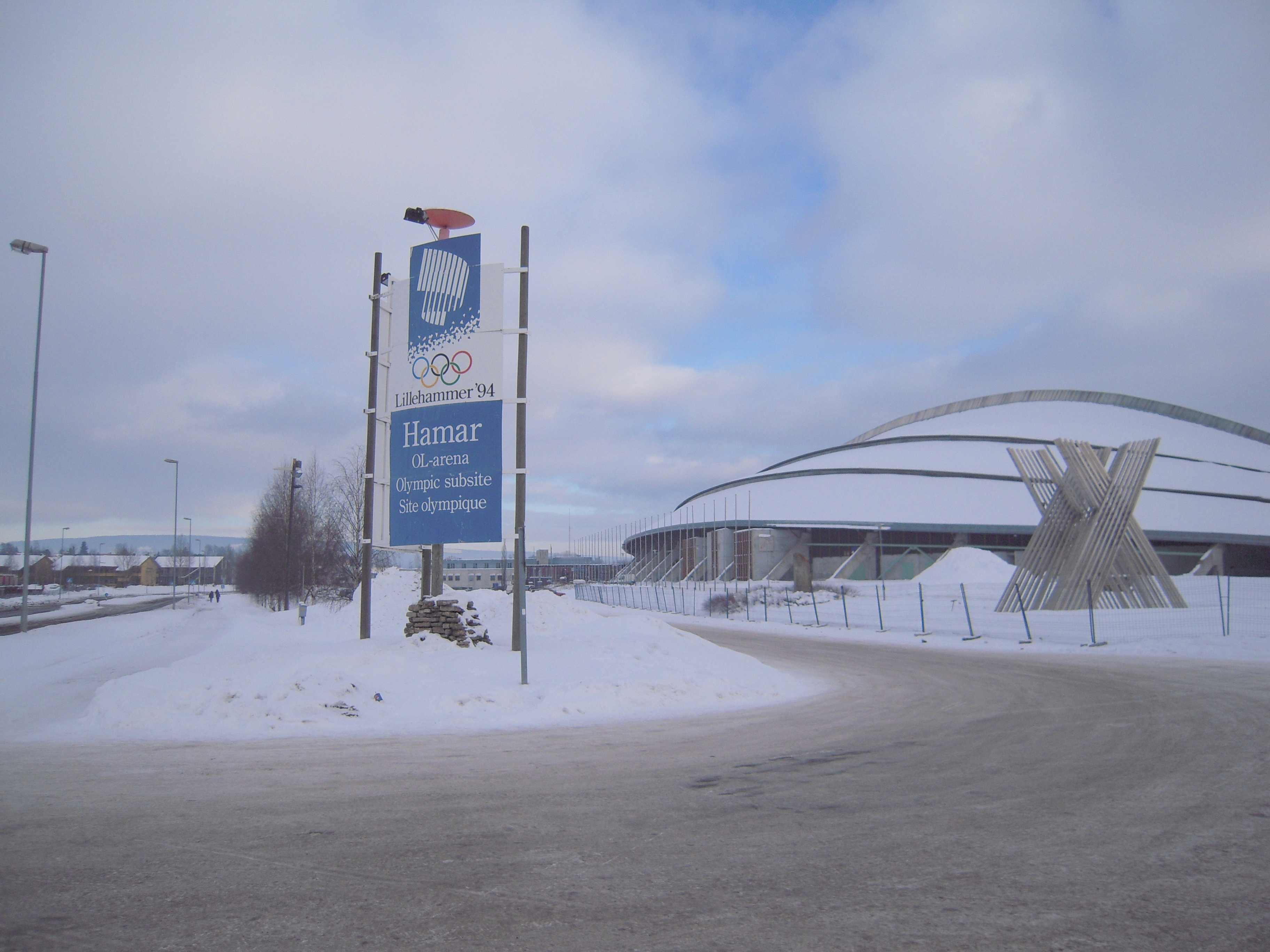
Le Vikingskipet à Hamar, l'un des sites des Jeux olympiques de 1994.

En 1959, la Norvège devient un des membres fondateurs de l'Association européenne de libre-échange (AELE). Soucieuse de conserver son agriculture et sa pêche fondées sur la petite entreprise, elle ne tisse pas de liens plus étroits avec l’Europe.
Le 22 janvier 1972, la Norvège signe son adhésion à la CEE. Mais le 25 septembre, les électeurs norvégiens se prononcent par référendum contre l'acte d'adhésion de leur pays.
Déposée en 1988, la candidature de Lillehammer aux XVIIe Jeux olympiques d'hiver de 1994, avec un objectif affiché de respect de l'environnement, a été retenue par le CIO.
En 1990, l'idée d'une adhésion à la CEE ressurgit de la part du Premier ministre Jan Peder Syse, du Parti conservateur, mais sa proposition fait chuter sa coalition de centre-droit[réf. souhaitée].
En 1993, la diplomatie norvégienne joue un rôle important dans les négociations de paix entre Israël et l'Organisation de libération de la Palestine (OLP). Elles aboutissent aux accords d'Oslo du 13 septembre 1993.
Le 4 mai 1994, le Parlement européen appuie l'adhésion de l'Autriche, de la Norvège, de la Suède, et de la Finlande à l'Union européenne. Les 24 et 25 juin 1994, ces quatre pays signent le traité de Corfou prévoyant cette adhésion. Or jusque-là, les négociations avaient été entravées par un désaccord sur les droits de pêche dans les eaux norvégiennes de la mer du Nord. Les Norvégiens rejettent donc l'adhésion à l'UE pour la seconde fois au référendum de novembre 1994, et ce, malgré la campagne très forte du « oui » de Gro Harlem Brundtland. Les 52,4 % du vote pour le « non » sont l'expression de sentiments profondément anti-UE, surtout présents dans la population rurale et féminine. La population rurale craignait l'érosion des subventions de l'État pour la pêche et l'agriculture, tandis que les femmes voyaient en l'UE une menace pour la politique égalitaire du pays. Il y avait aussi un sentiment d'inquiétude, plus général, au sujet des lois norvégiennes en matière de protection de l'environnement.
L'engagement de la Norvège dans l'OTAN l'a conduite à envoyer un contingent au sein de la Force internationale d'assistance et de sécurité (FIAS) pour la guerre d'Afghanistan.
La Norvège est un pays assez prospère, en première ou deuxième position du classement de l'indice de développement humain depuis 1998.

### Galerie de dirigeants politiques récents
Chef(fe) du gouvernement norvégien :

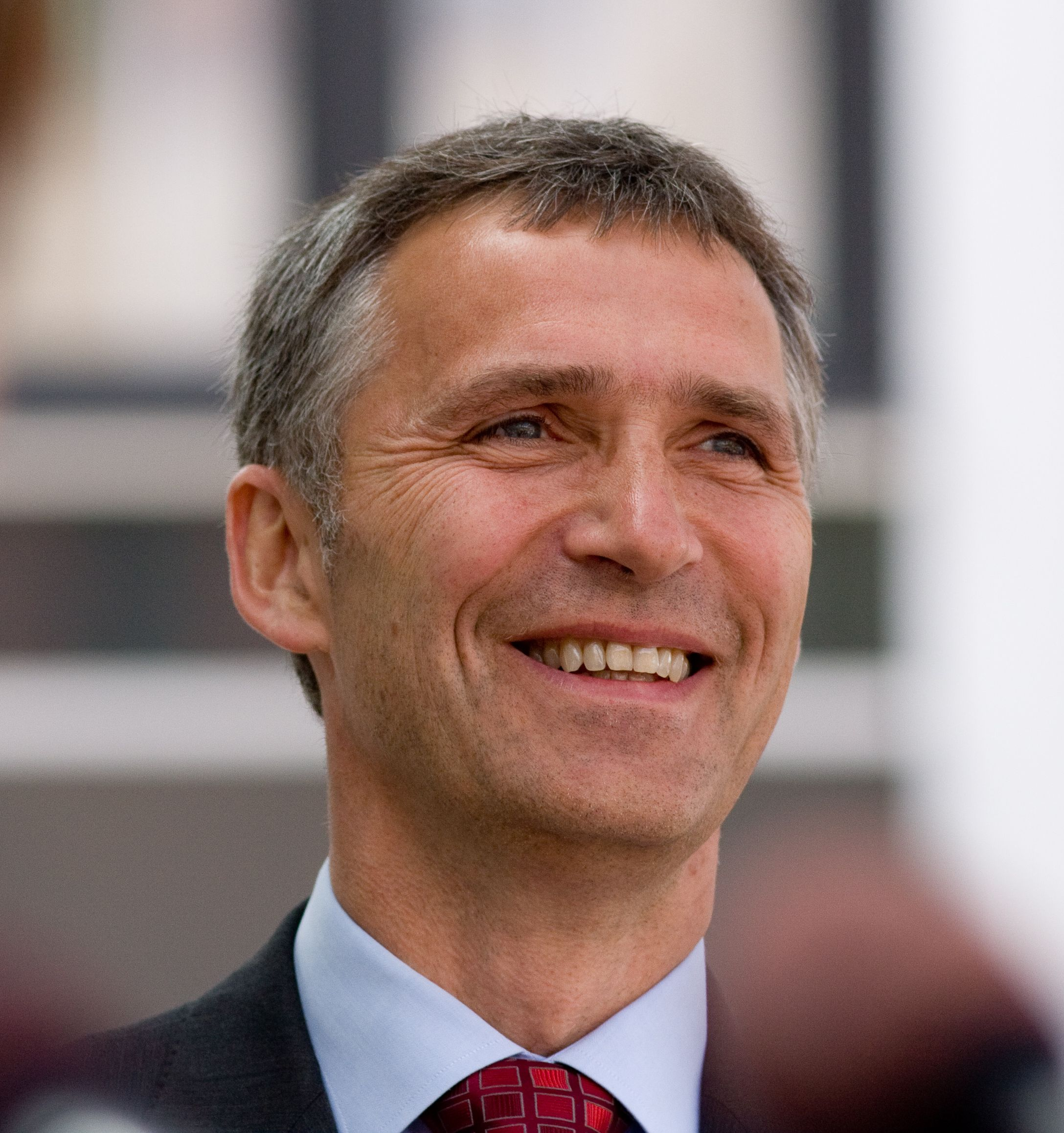
Jens Stoltenberg 2000-2001 2005-2013
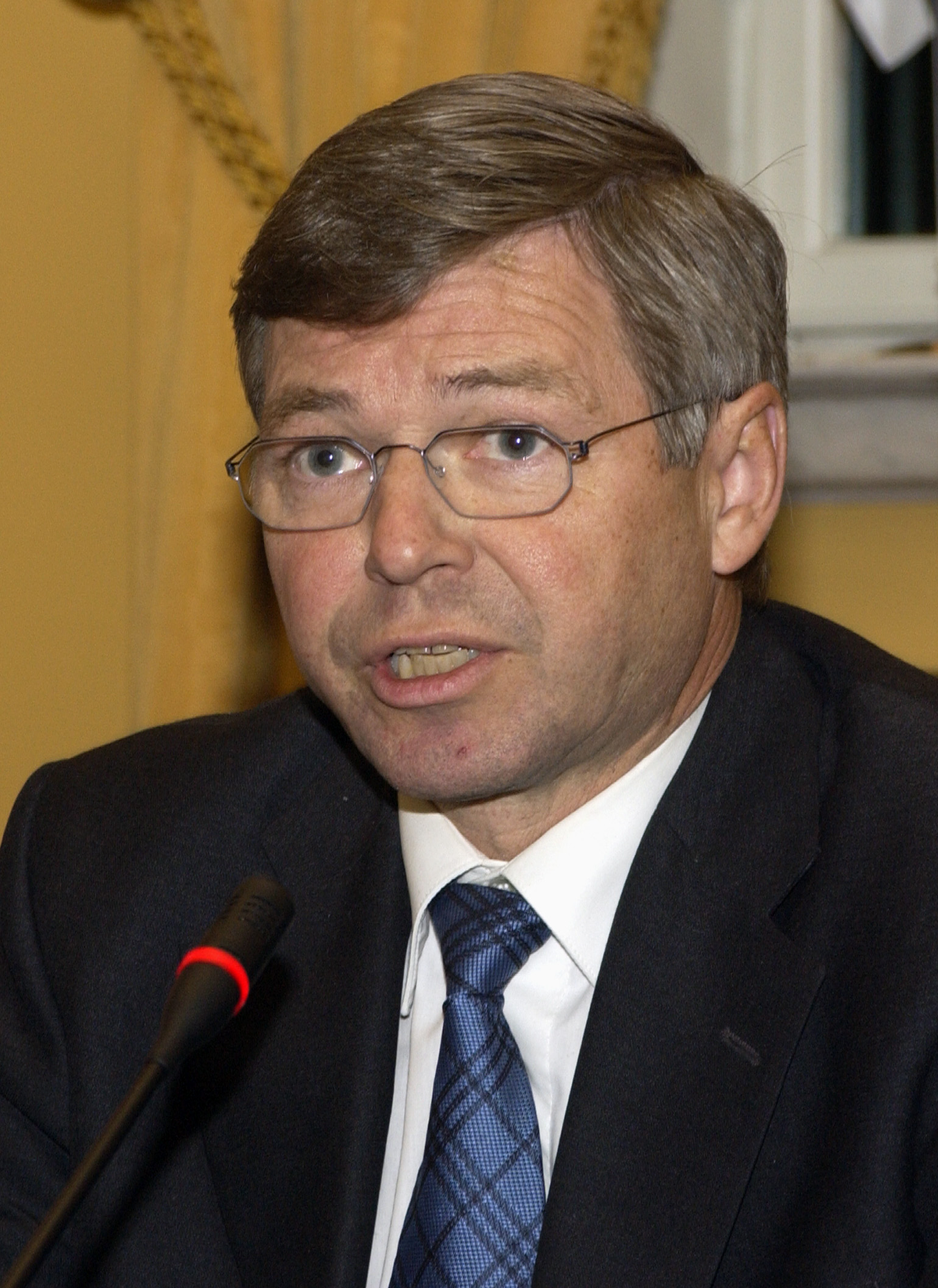
Kjell Magne Bondevik 1997-2000 2001-2005
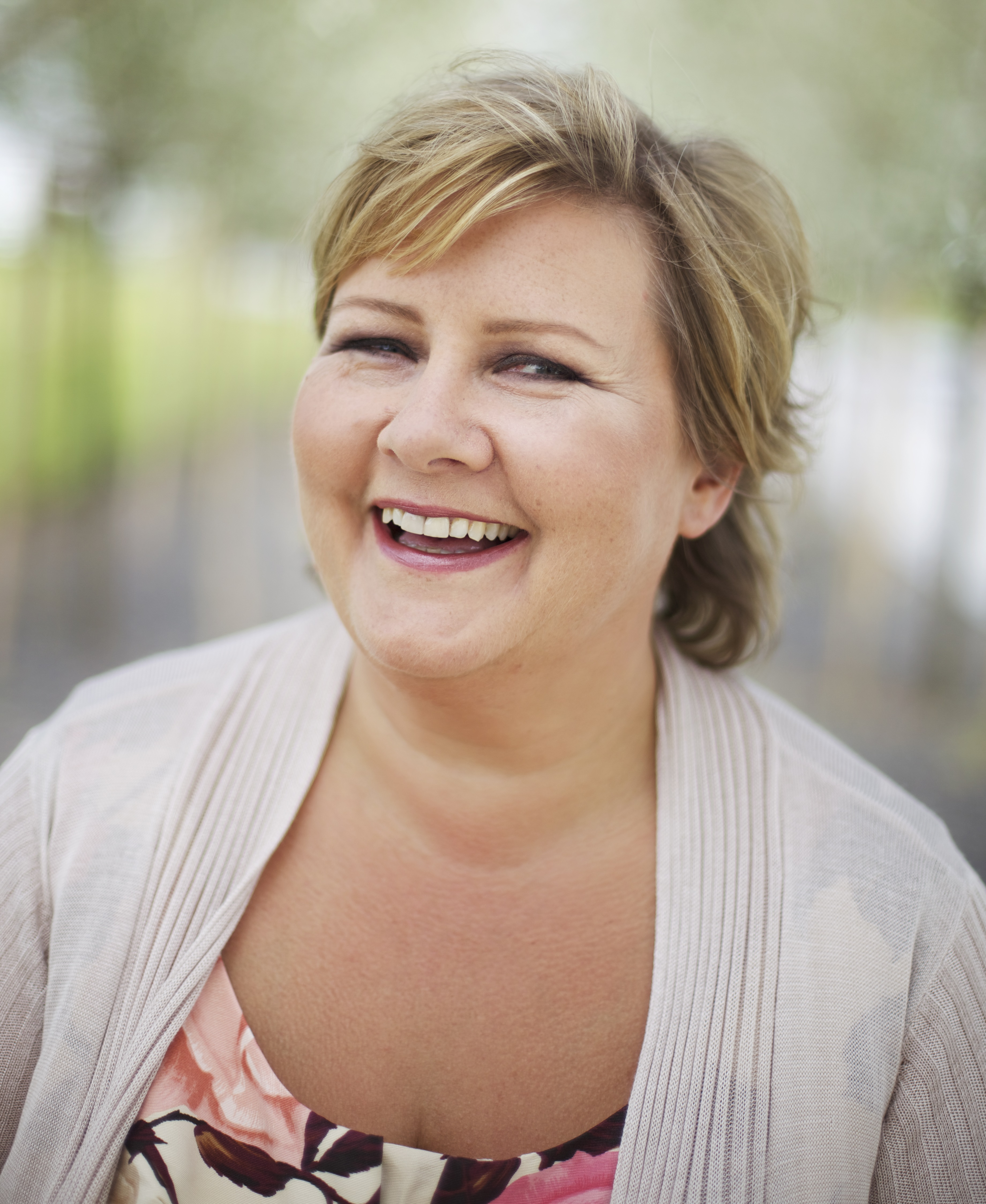
Erna Solberg 2013-2021
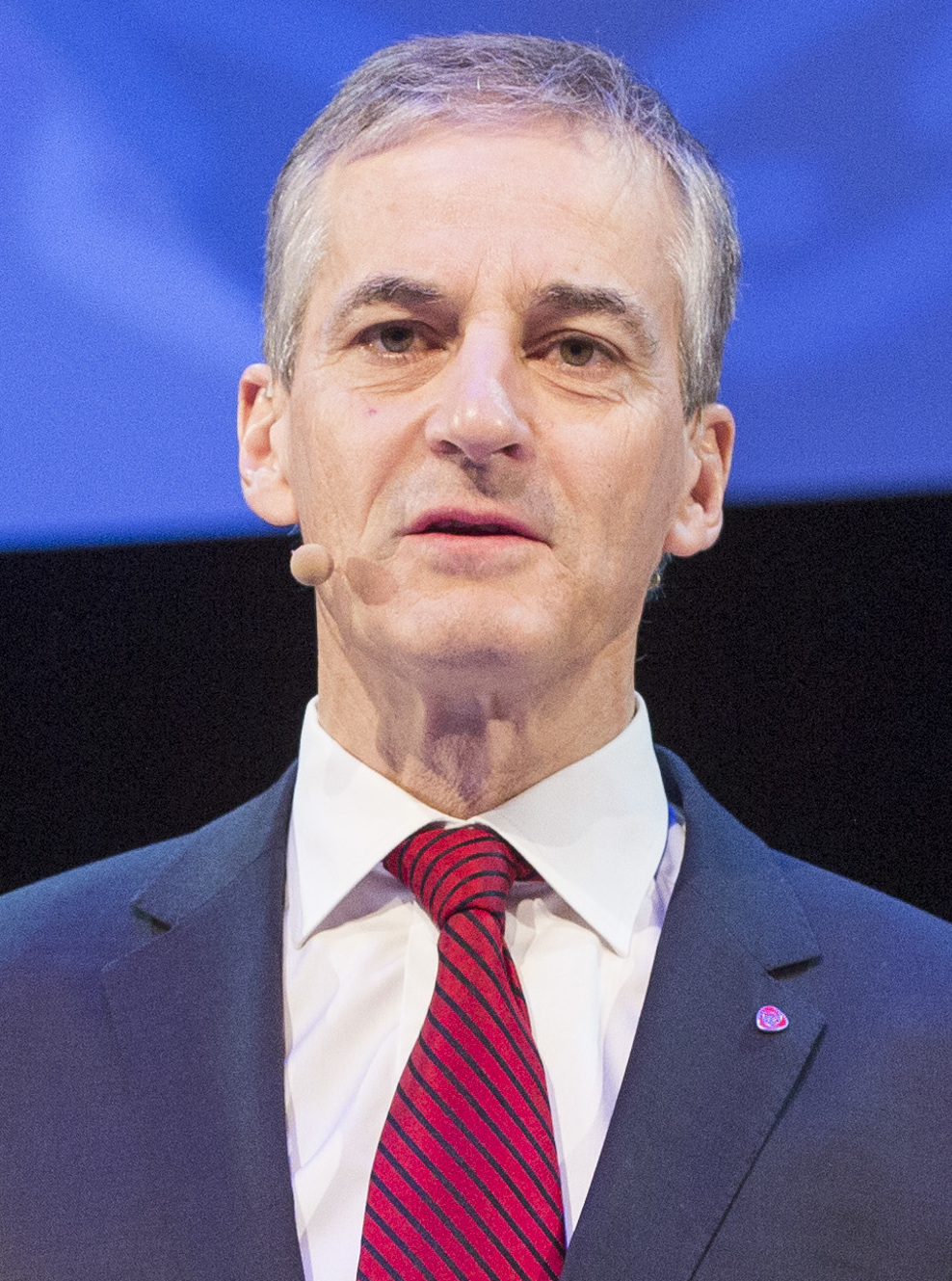
Jonas Gahr Støre 2021-présent